# 多边形图案地面
多边形图案地面（Polygonal patterned ground）在火星某些地区很常见 ，普遍认为是由地表冰升华所导致，升华是固体冰直接转变为气体的过程，与地球上干冰发生的情况相似。火星上呈现多边形地面的地方可能表明未来的定居者可以在寻里找到水冰。中心下凹的多边形地表已被提议为地面冰的标记。
图案地面形成于在气候变化时，从天空落下的一层覆盖物层，被称作纬度相关覆盖层。
在火星上，研究人员发现了由断裂和巨石排列形成的图案地面。目前尚不清楚是什么导致巨石形成了图案，但似乎断裂并没有导致巨石四处移动。

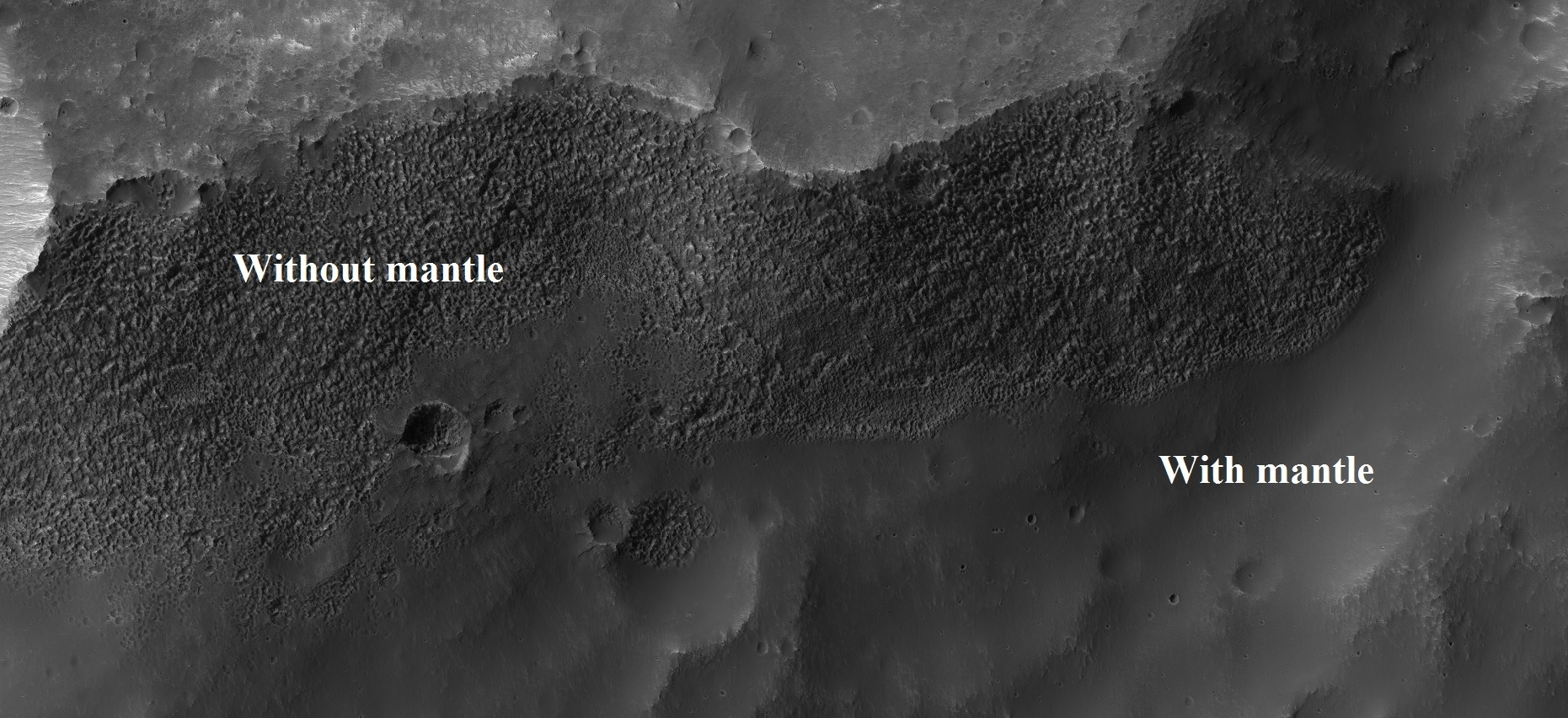
HiWish计划下高分辨率成像科学设备显示的塞壬高地上有以及没有覆盖层的表面。
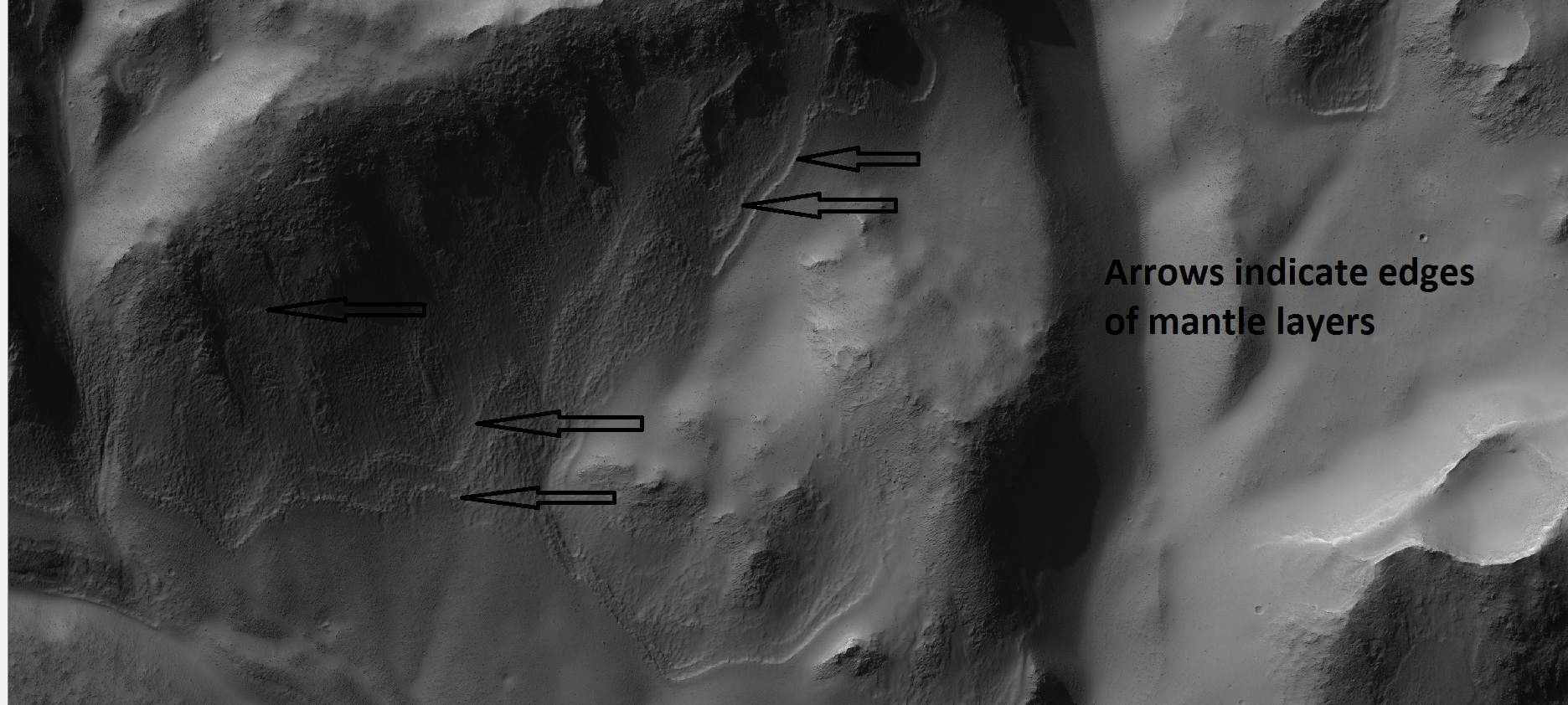
HiWish计划下高分辨率成像科学设备显示的埃里达尼亚区的覆盖层。
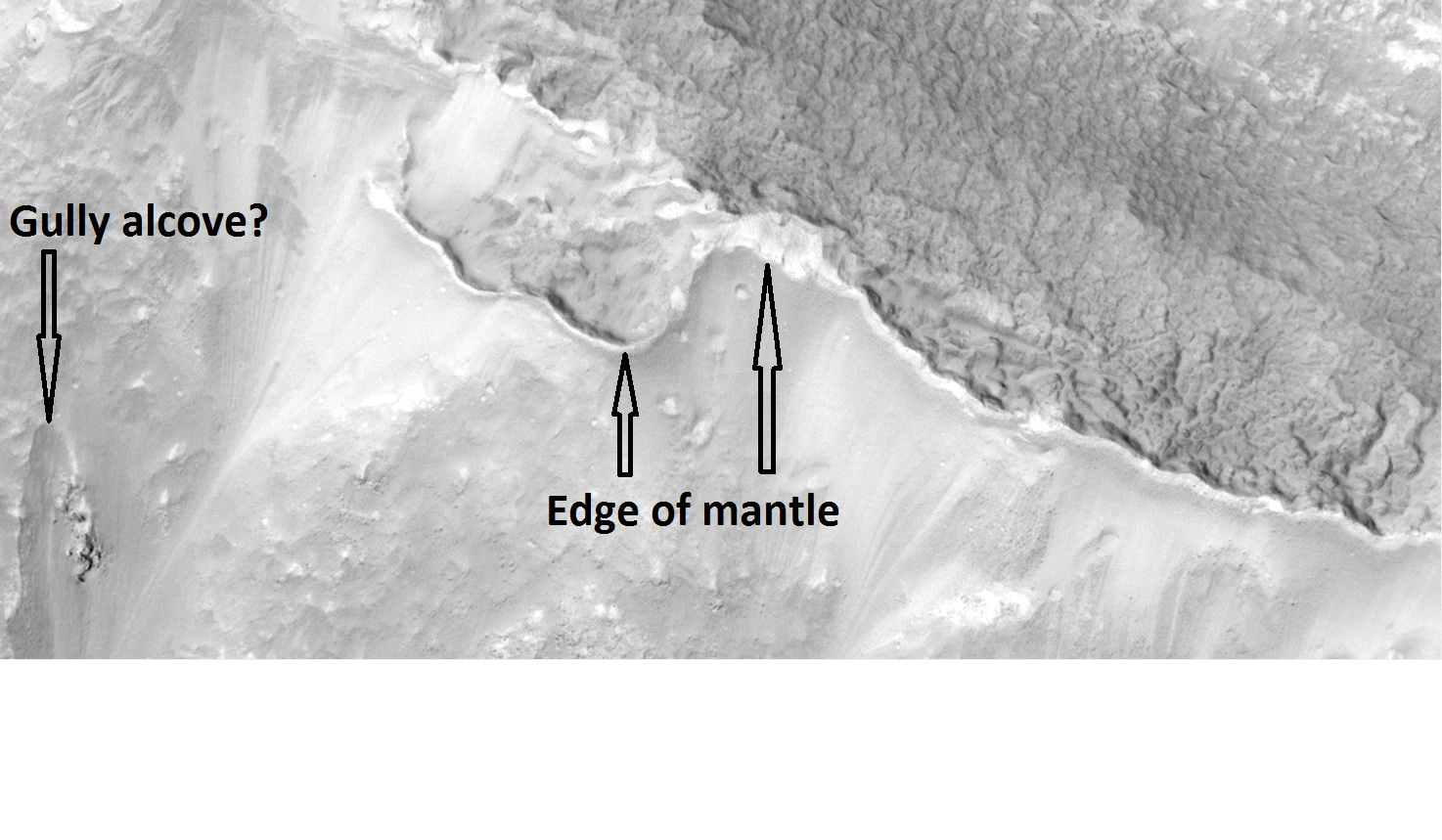
HiWish计划下高分辨率成像科学设备拍摄的刻布壬尼亚区覆盖层特写，覆盖层可能一由过去气候环境下从天空降落的冰和尘埃组成。

## 南海区多边形地

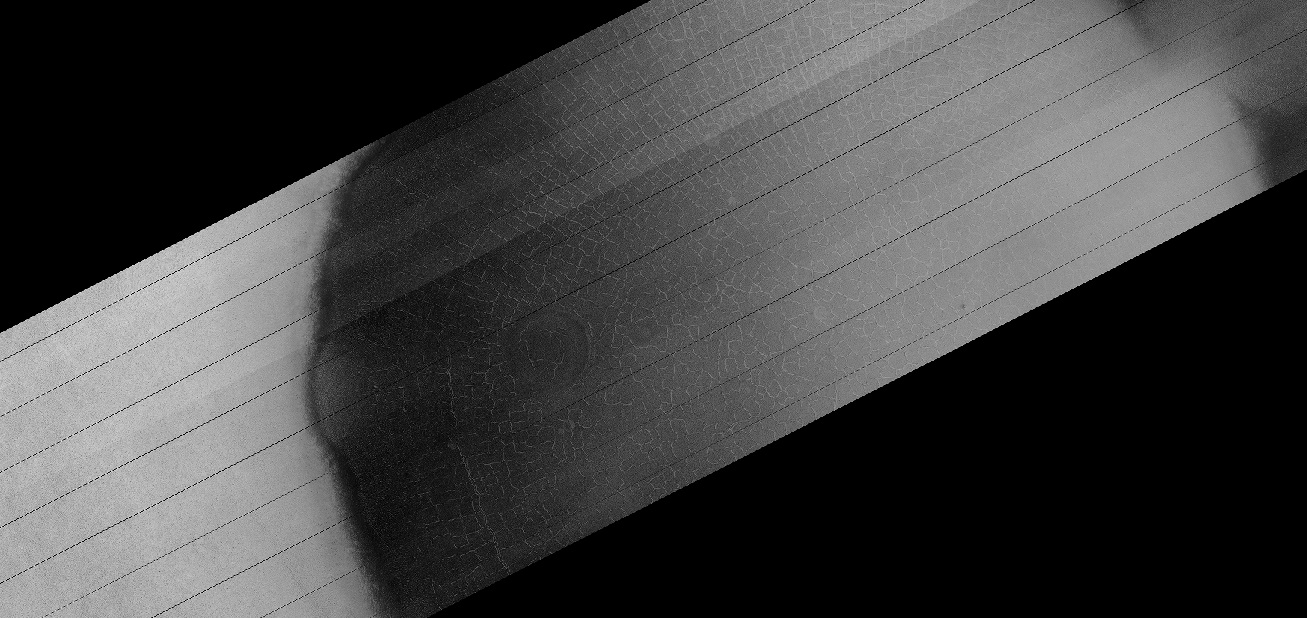
HiWish计划下高分辨率成像科学设备显示的陨石坑全景图，坑内低处有霜冻的多边形。
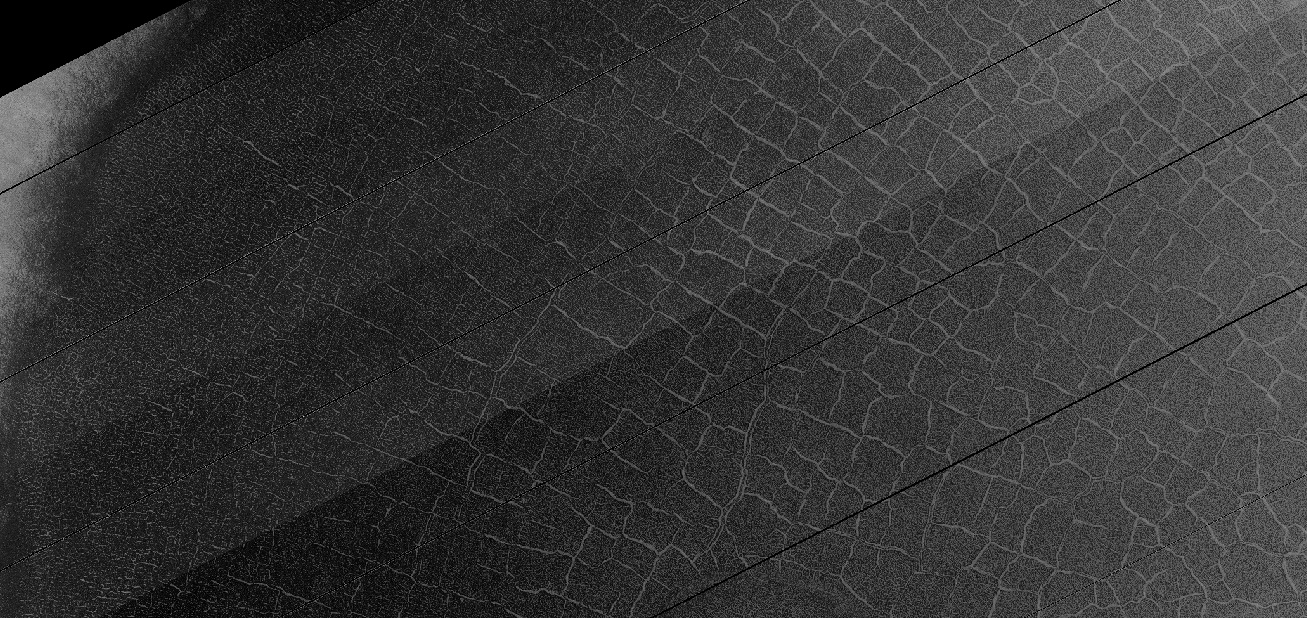
HiWish计划下高分辨率成像科学设备显示的低处带霜冻的多边形的近景。
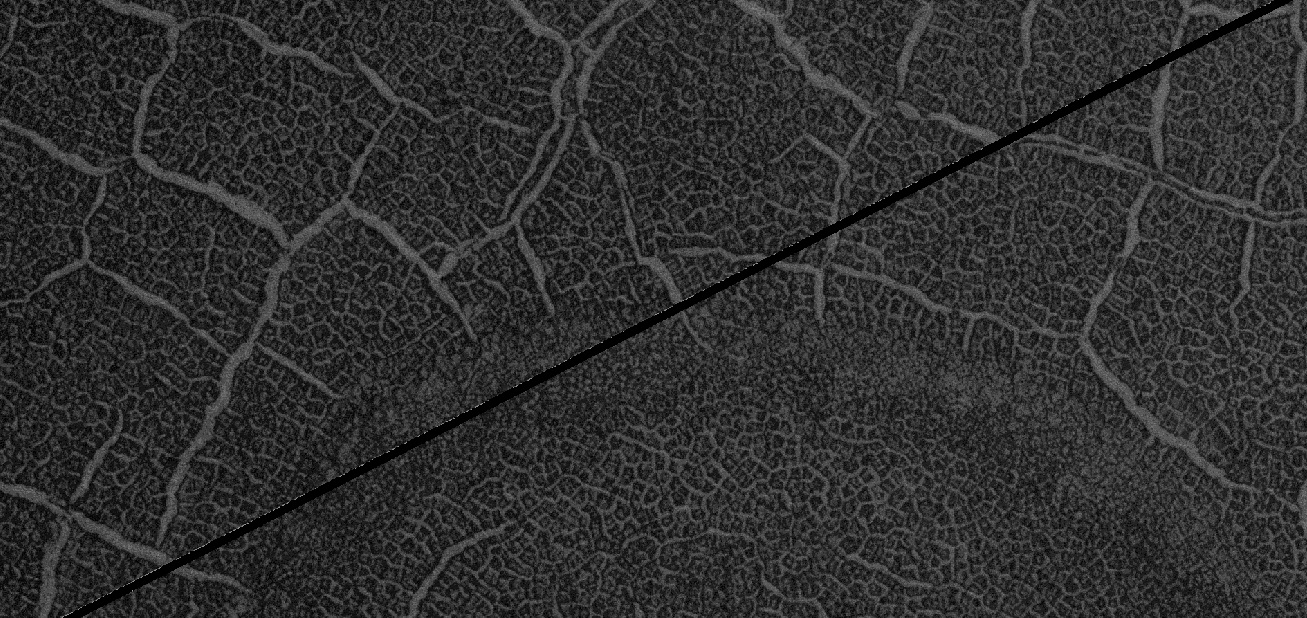
HiWish计划下高分辨率成像科学设备更近距离显示的多边形。
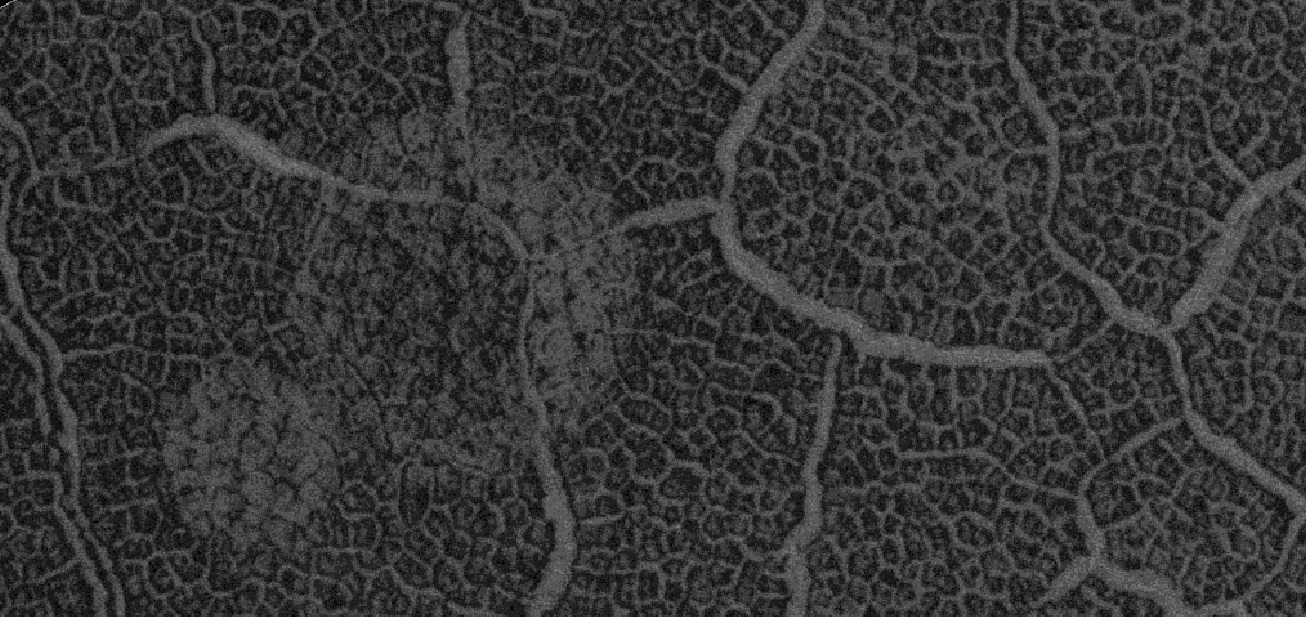
HiWish计划下高分辨率成像科学设备显示的低处带有霜冻的多边形的近景，也可看到一些圆形结构。

## 卡西乌斯区多边形地

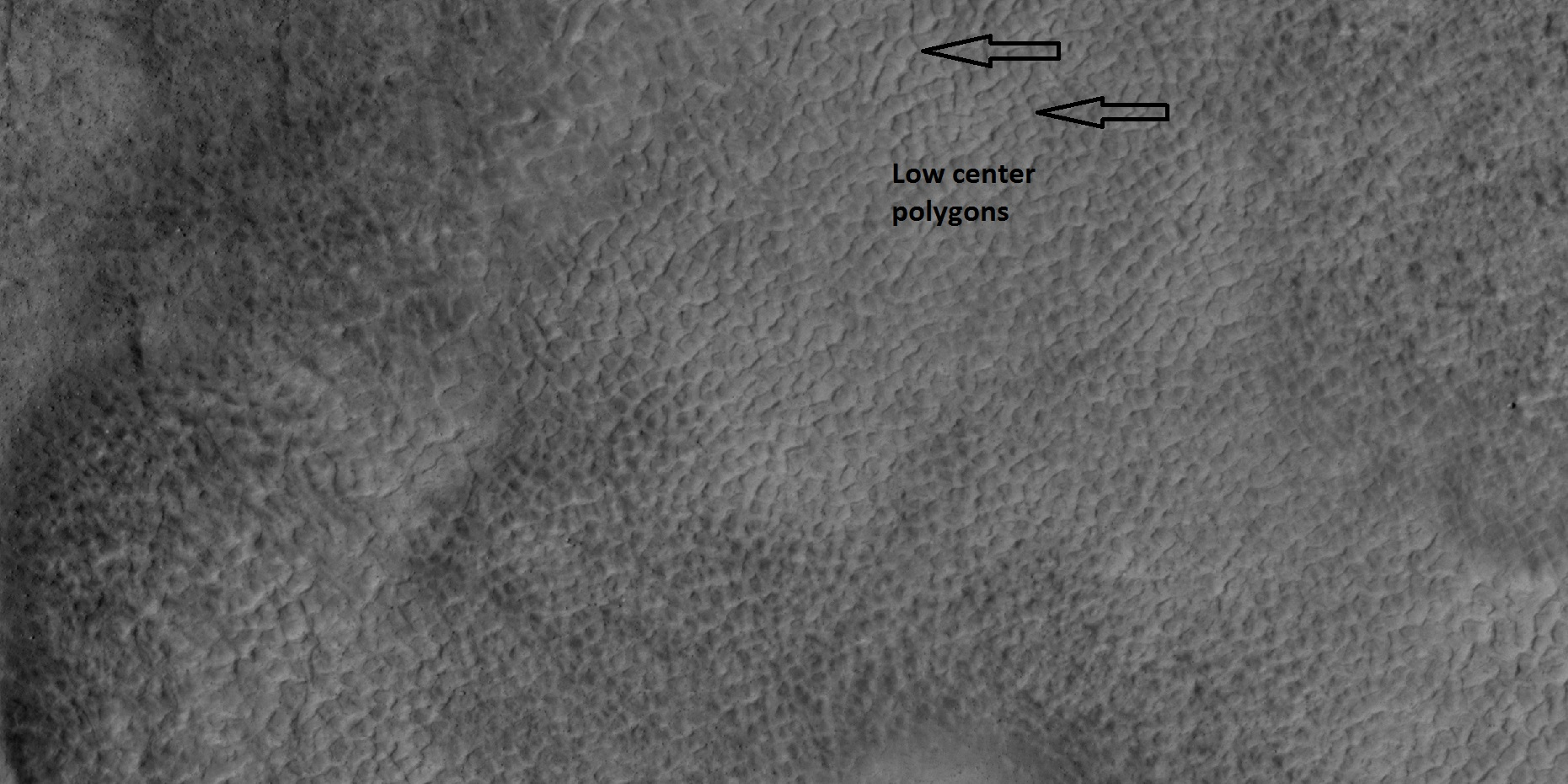
HiWish计划下高分辨率成像科学设备显示的卡西乌斯区中心下凹型多边形，箭头所示，图像已被放大。
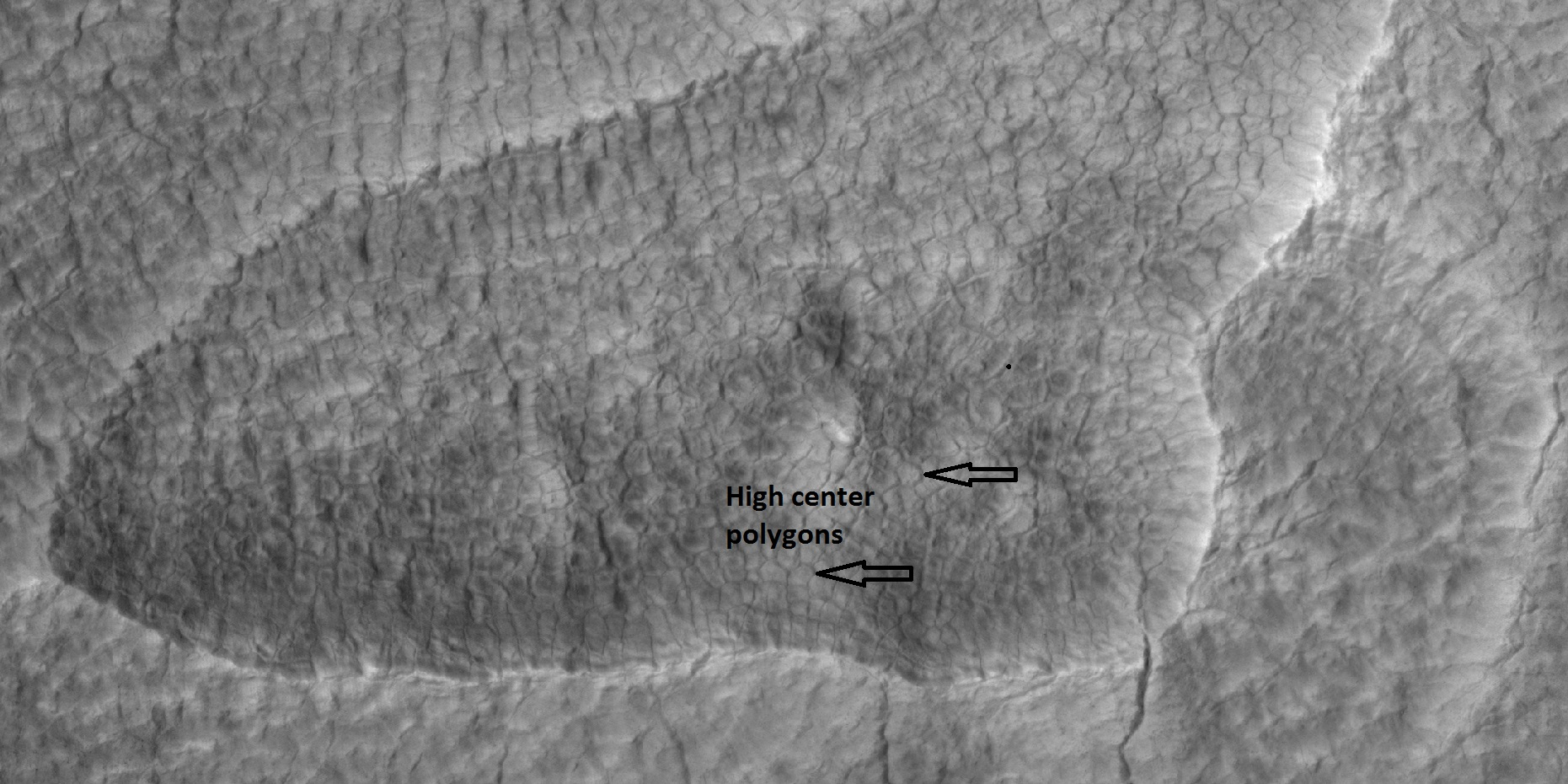
HiWish计划下高分辨率成像科学设备显示的卡西乌斯区中心拱起型多边形，箭头所示，图像已被放大。
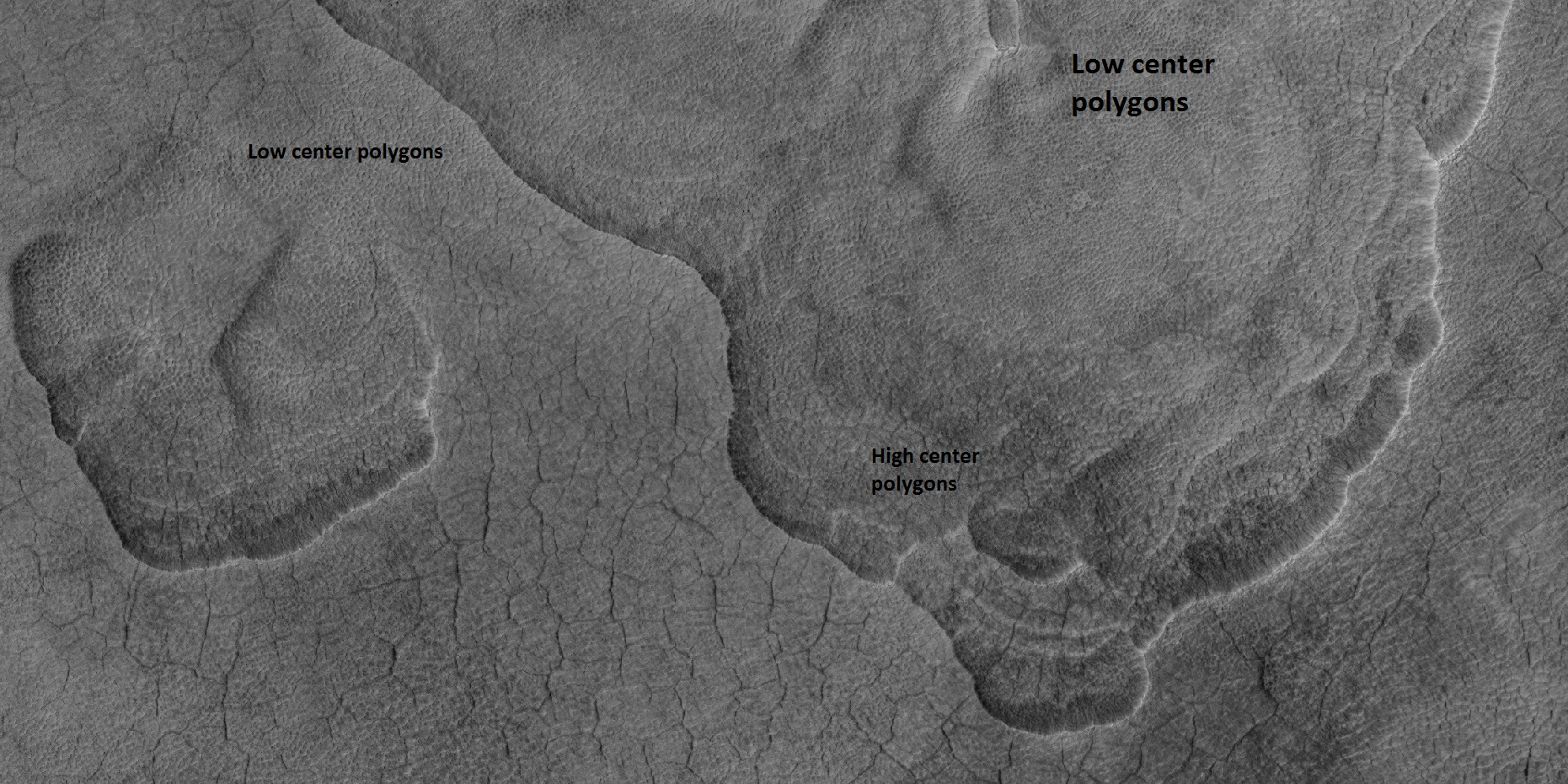
HiWish计划下高分辨率成像科学设备显示的卡西乌斯区标注出中心下凹型和中心拱起型多边形的贝状地形。
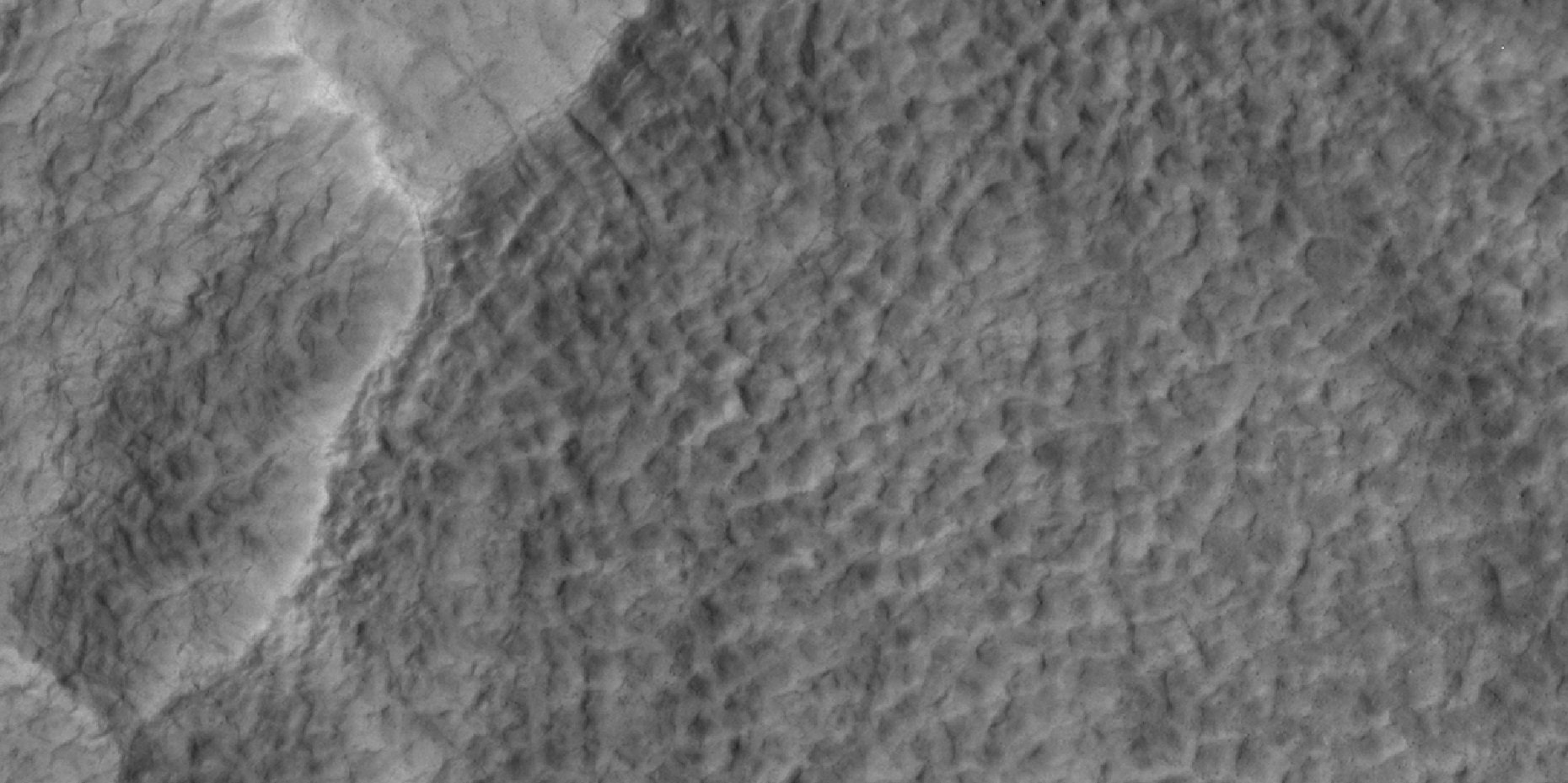
HiWish计划下高分辨率成像科学设备显示的卡西乌斯区中心下凹型多边形，图像用HiView放大。
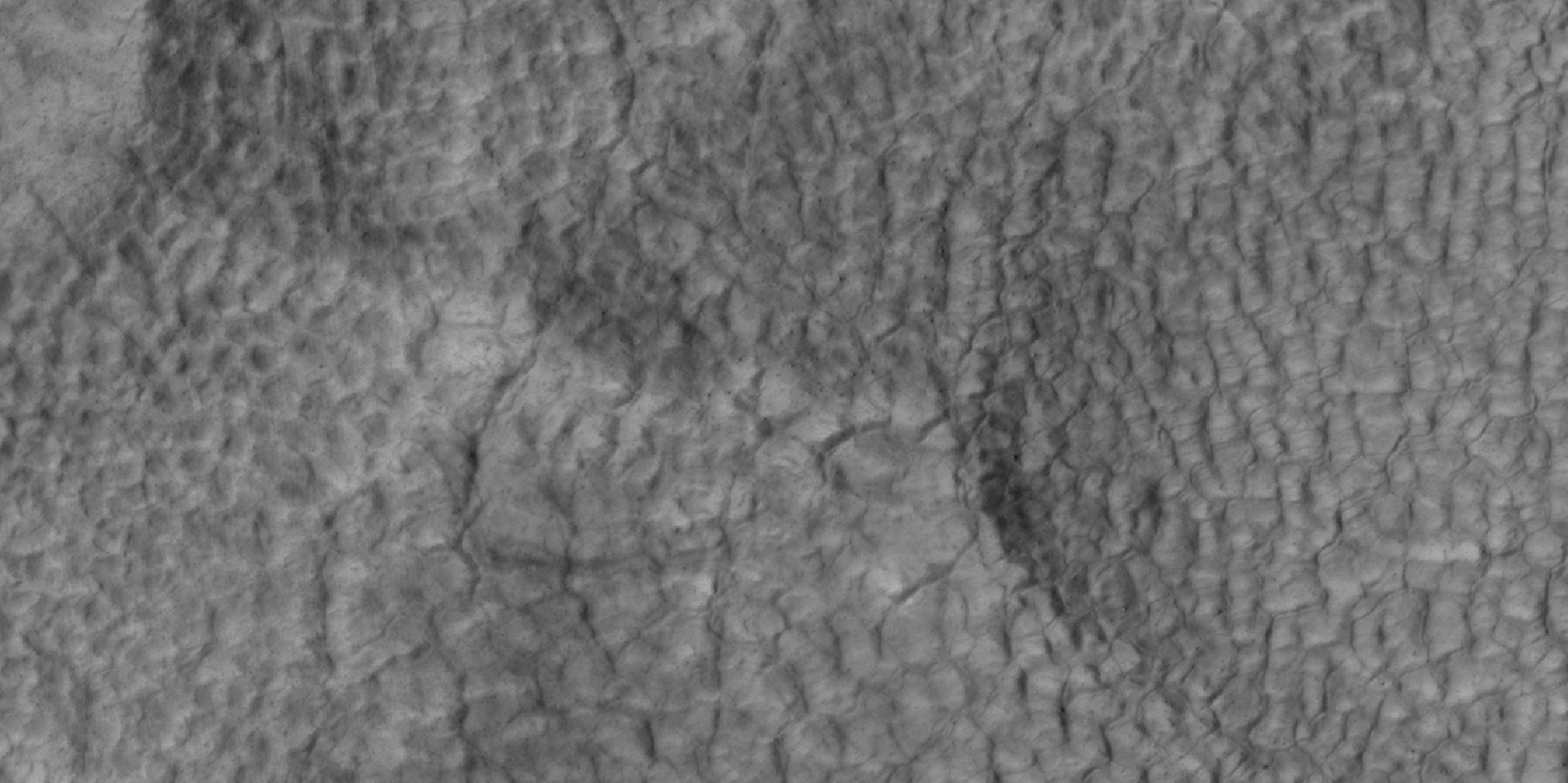
HiWish计划下高分辨率成像科学设备显示的卡西乌斯区中心拱起型多边形，图像用HiView放大。

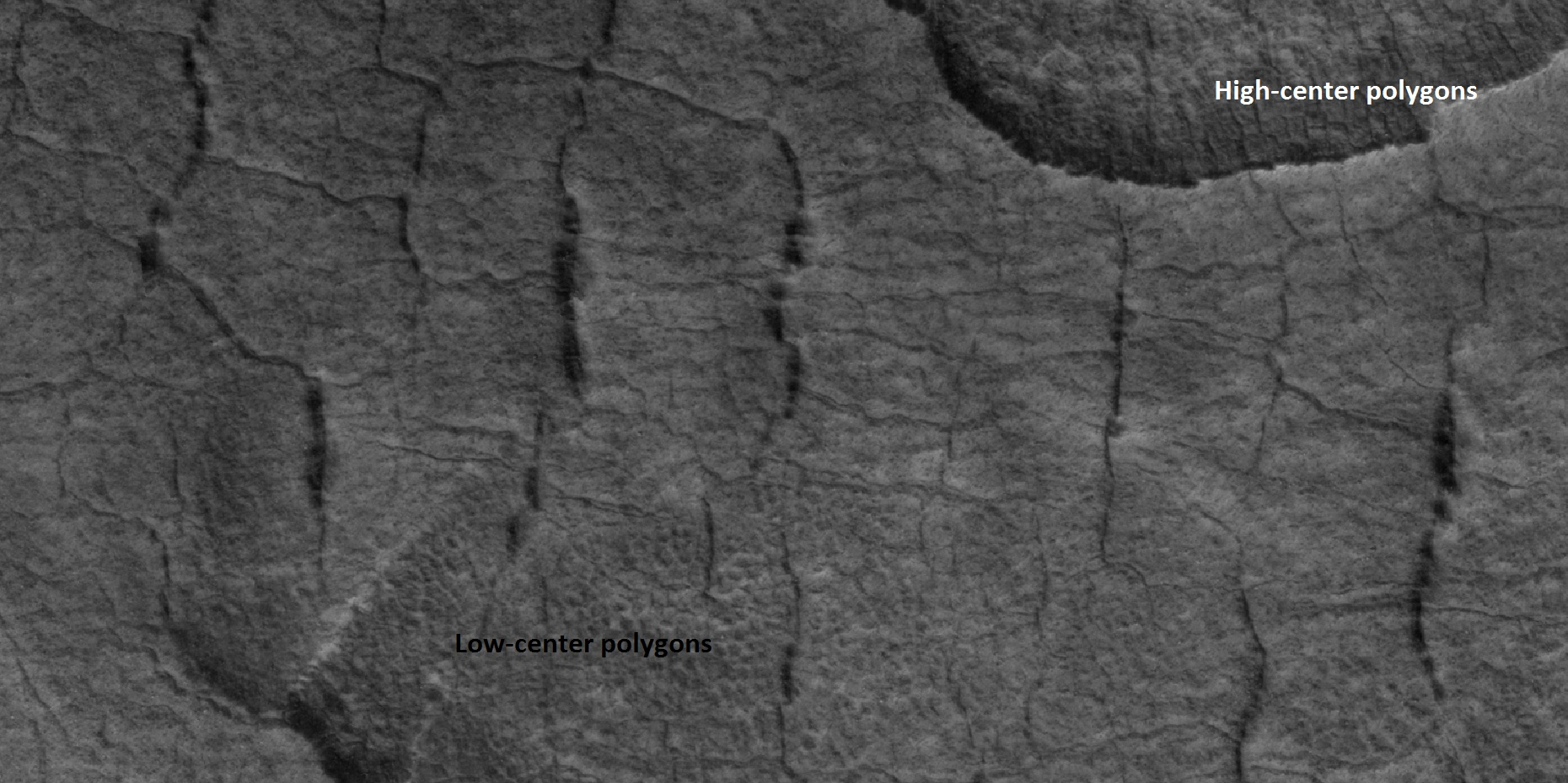
HiWish计划下高分辨率成像科学设备显示的卡西乌斯区一处贝状地形区的中心拱起型和中心下凹型多边形。
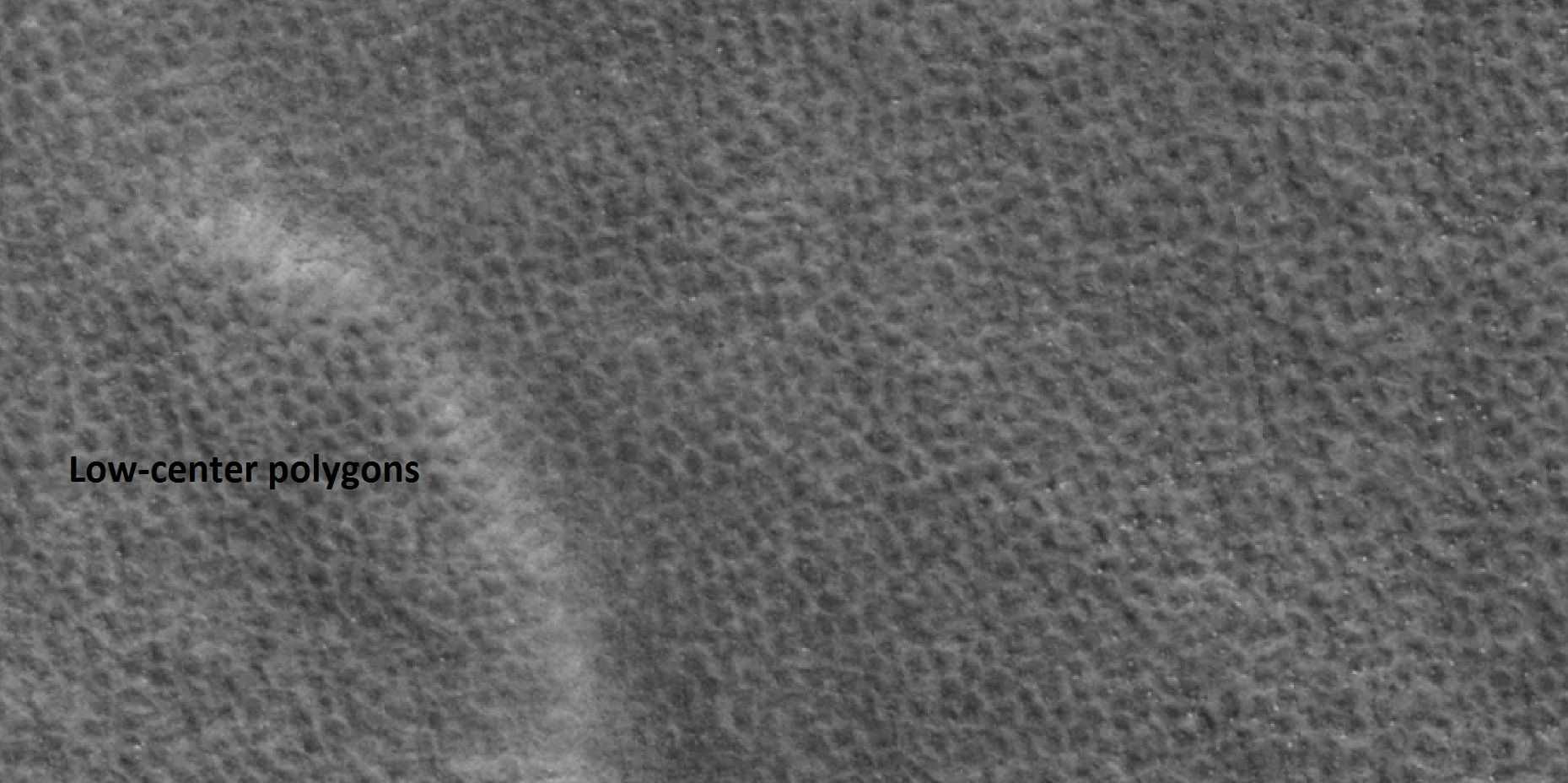
HiWish计划下高分辨率成像科学设备显示的卡西乌斯区一处贝状地形区的中心下凹型多边形。

## 希腊区多边形地

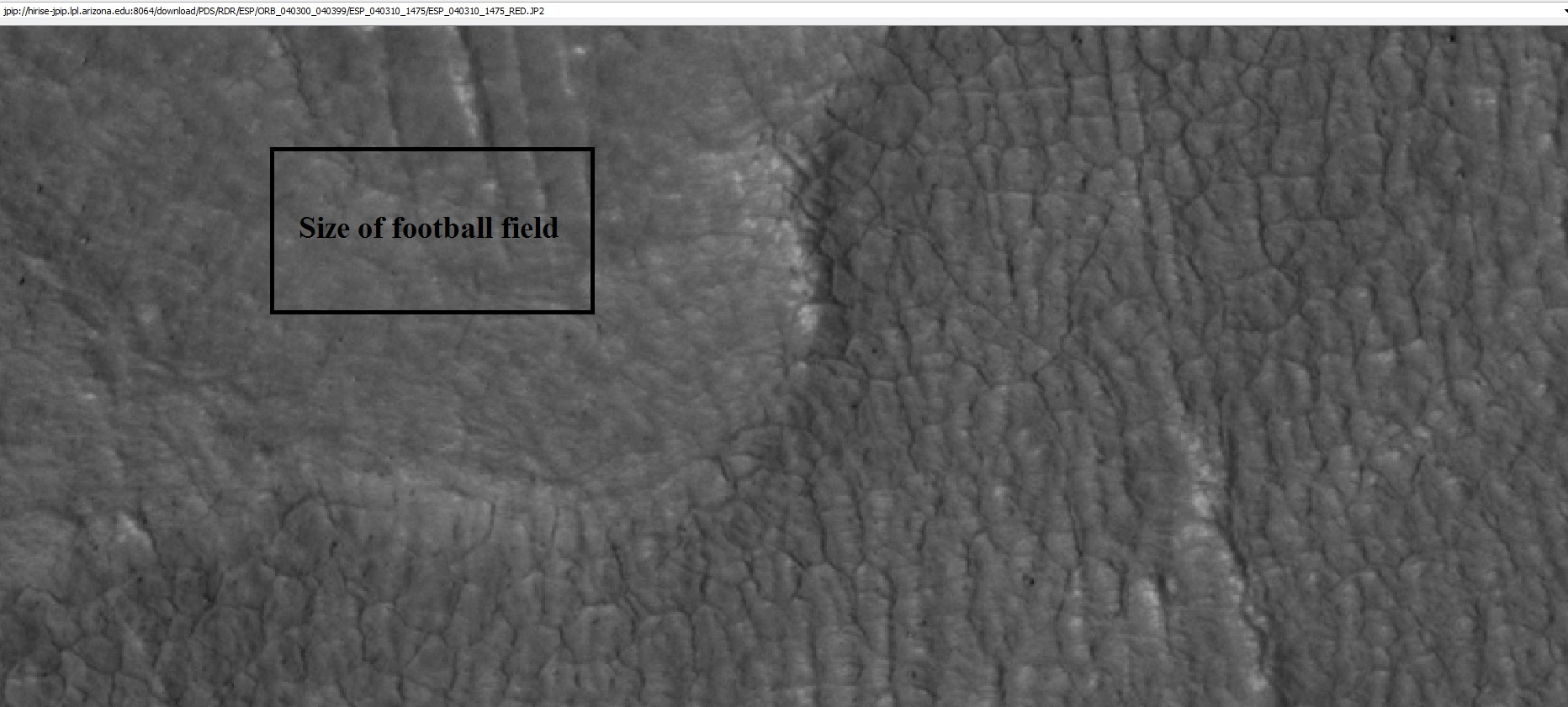
HiWish计划下高分辨率成像科学设备显示的希腊区图案地面，矩形框代表足球场大小的区域。
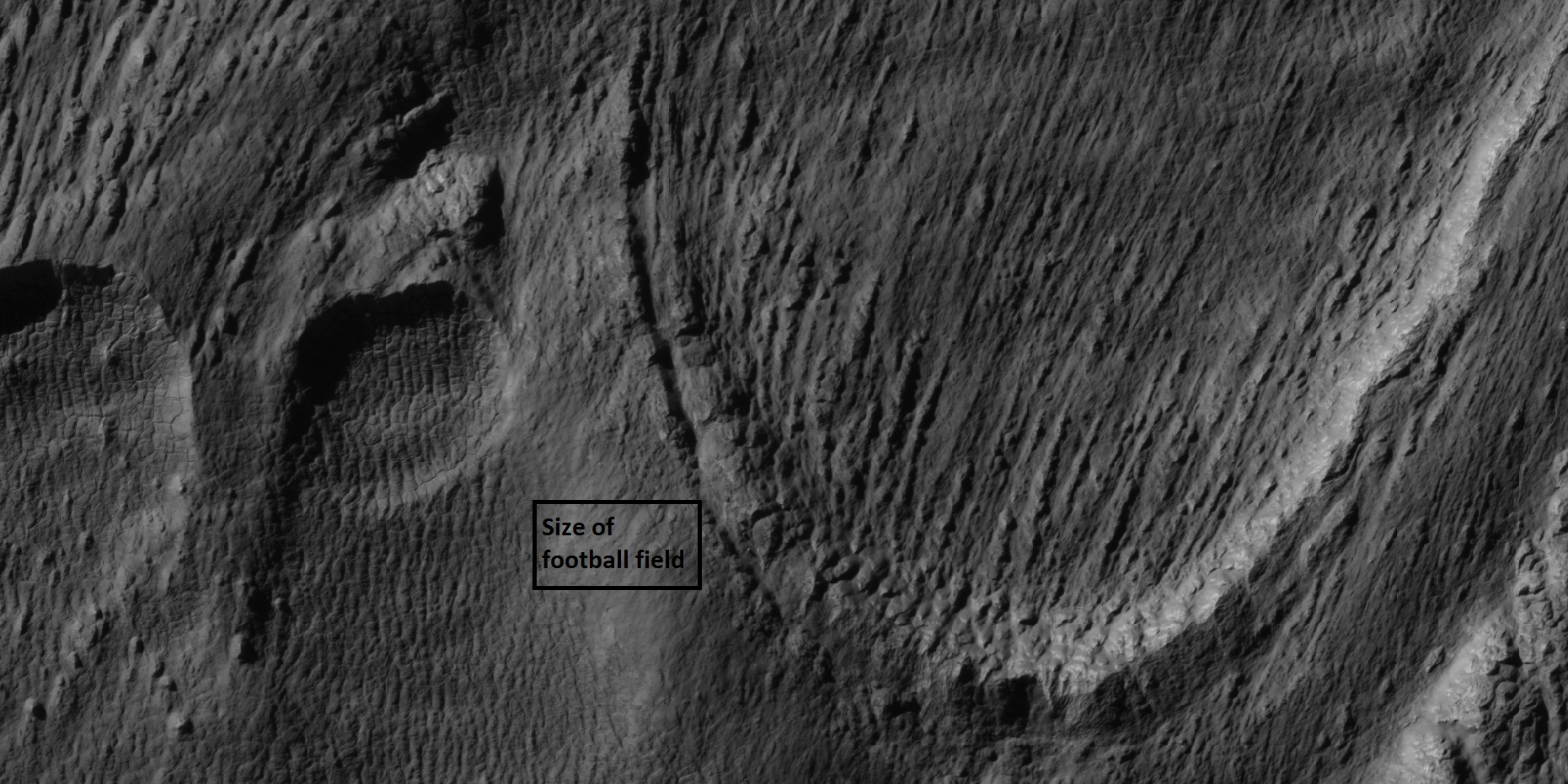
HiWish计划下高分辨率成像科学设备显示的冰川口近景，可看到中心拱起型多边形，矩形框代表足球场大小的区域。
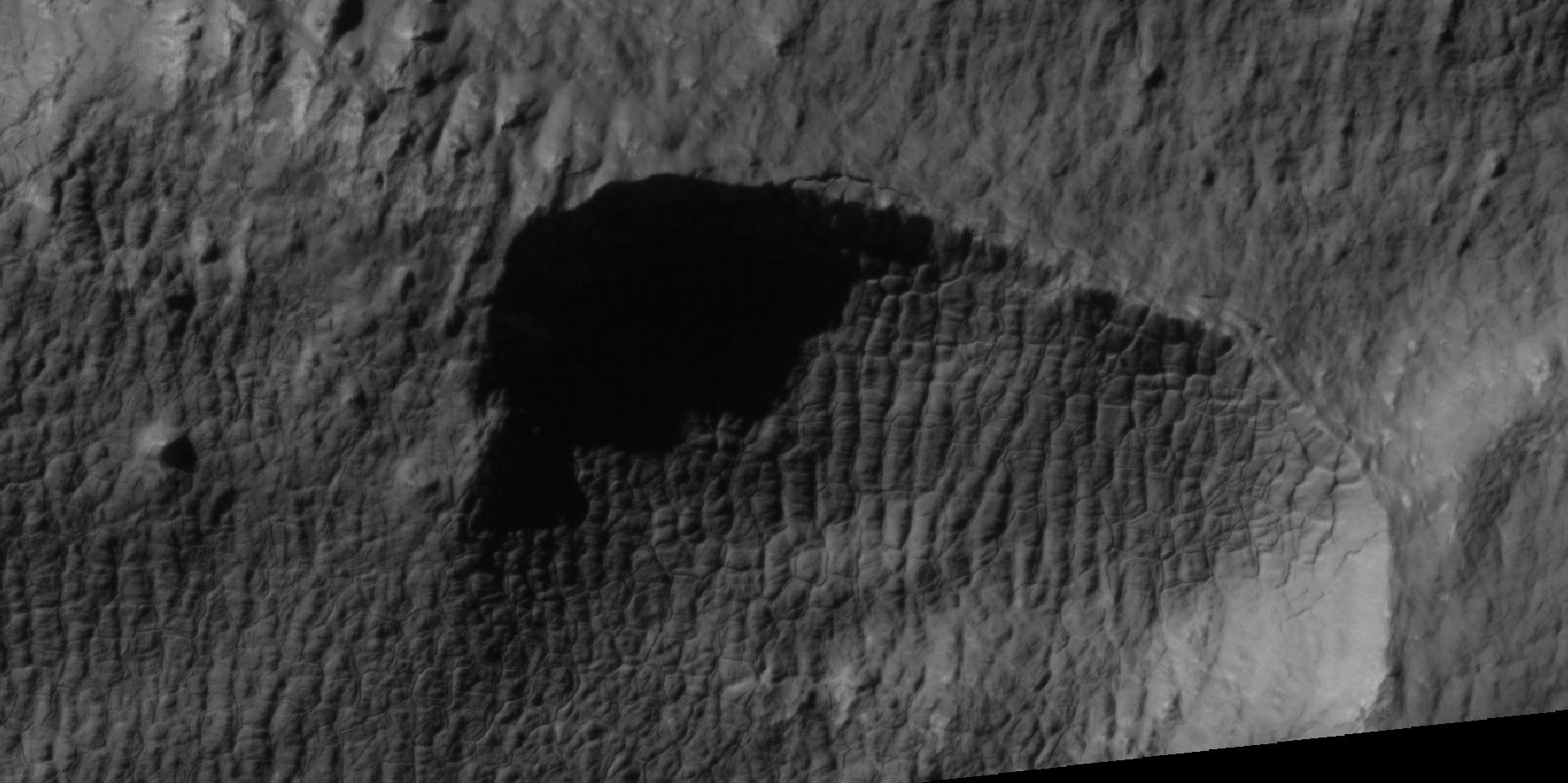
HiWish计划下高分辨率成像科学设备显示的冰川附近的中心拱起型多边形近景。
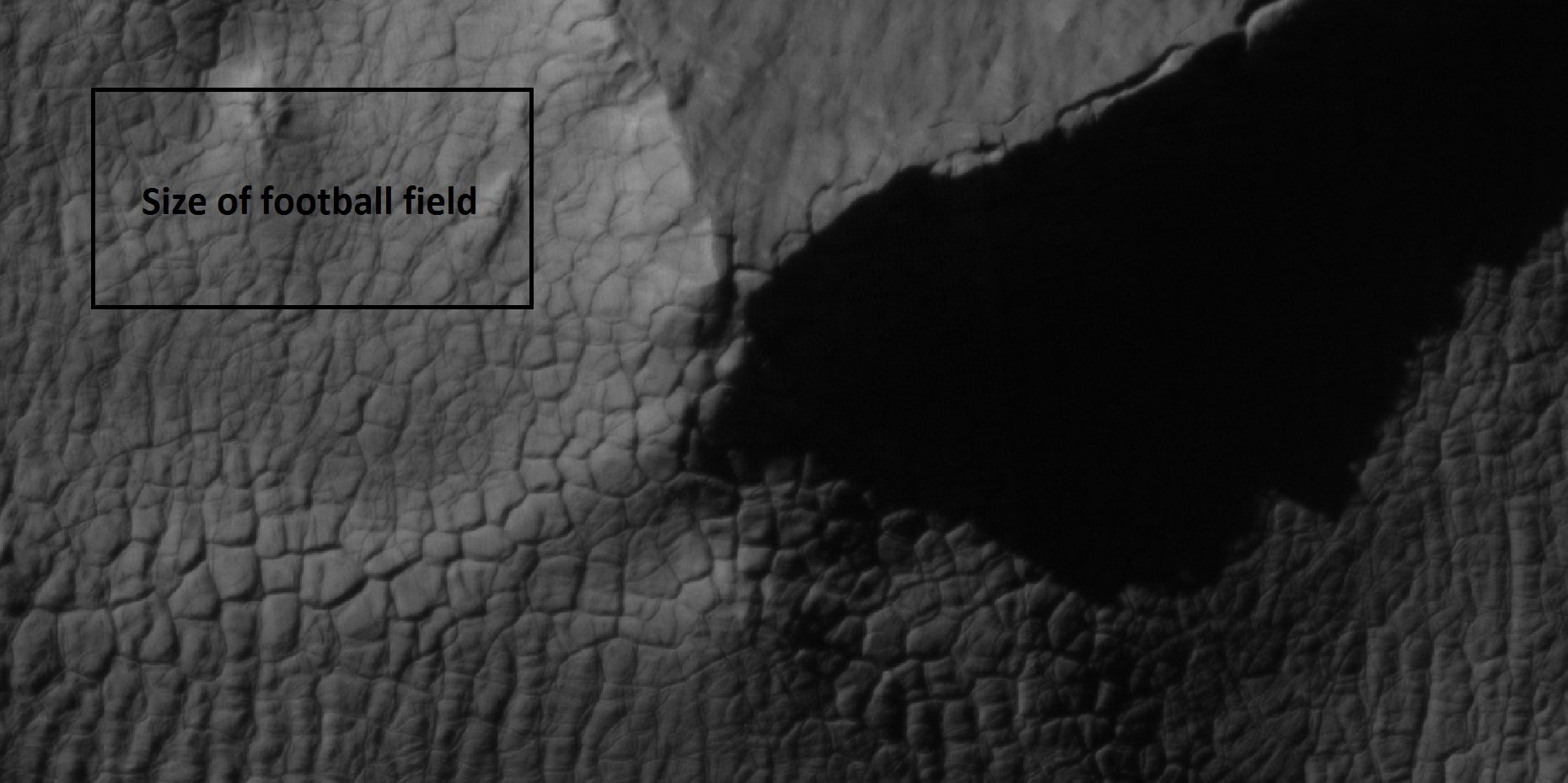
HiWish计划下高分辨率成像科学设备显示的冰川附近的中心拱起型多边形近景，矩形框表示足球场大小的区域。
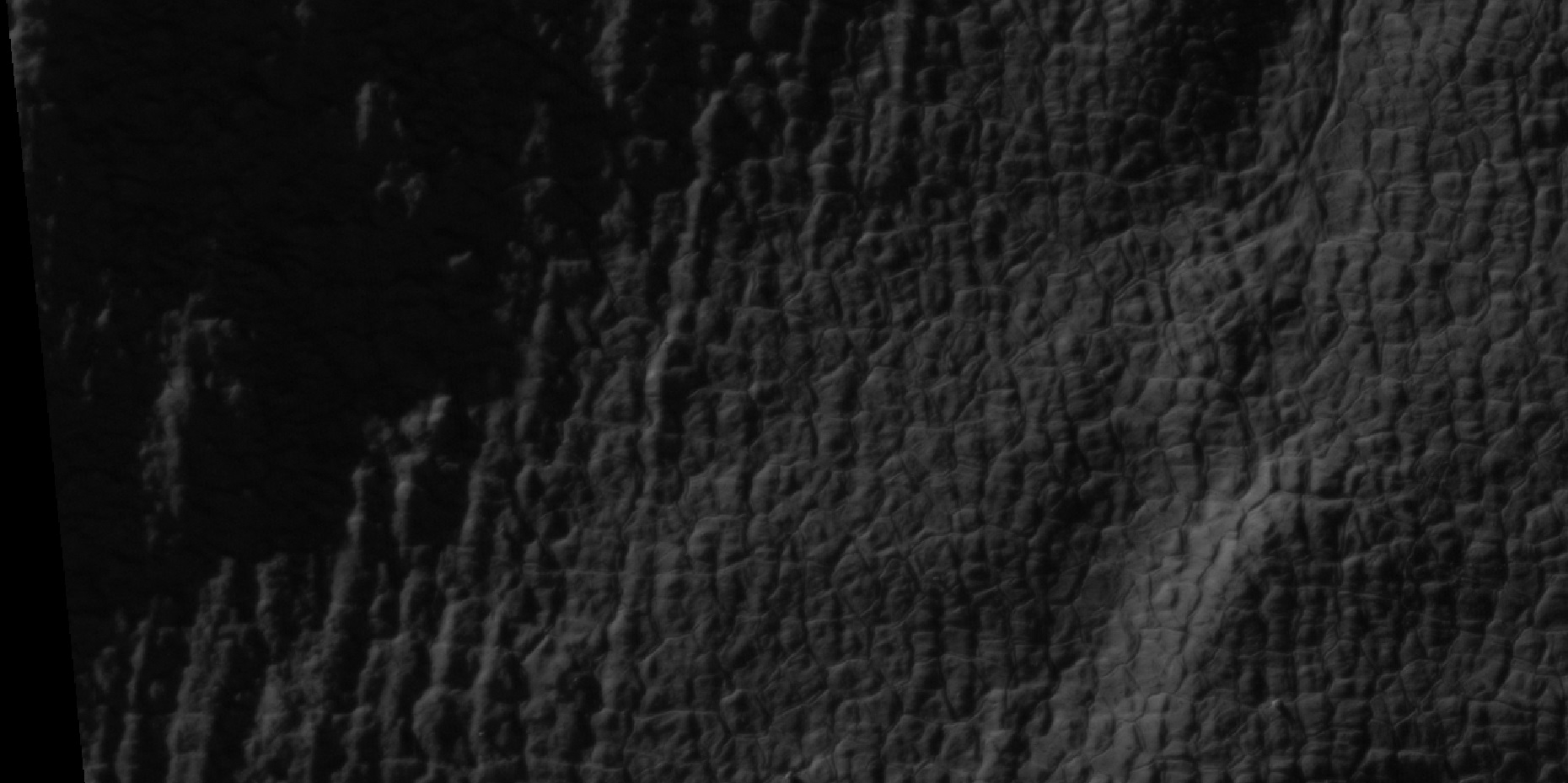
HiWish计划下高分辨率成像科学设备显示的冰川附近的中心拱起型多边形近景。

## 多边形地表的大小和形成
断裂多边形地面一般分为中心拱起型和中心下凹型两种，中心拱起型多边形长宽约为10米宽，界槽宽2-3米；中心下凹型多边形长宽5-10米，界脊宽3-4米。。

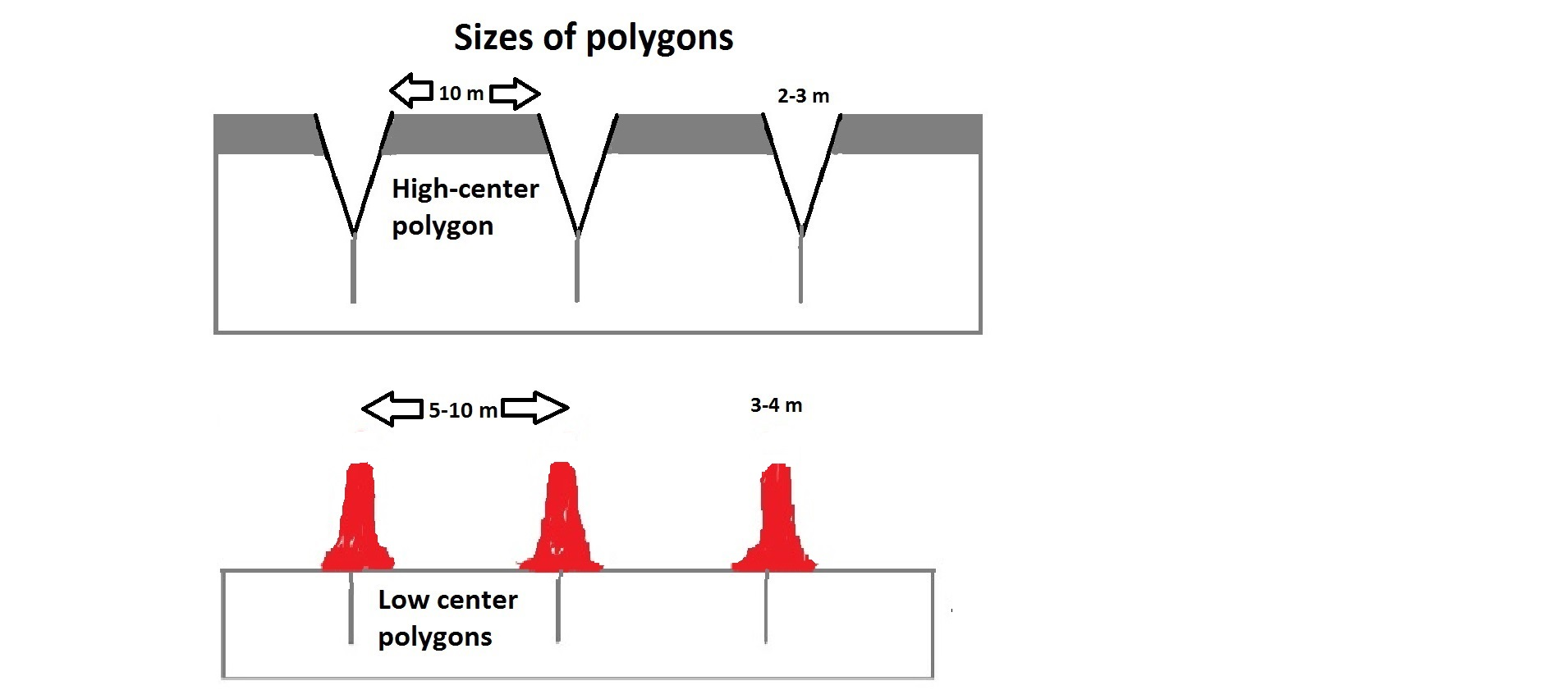
显示高中心拱起型和中心下凹型多边形大小的侧视图

拱起型多边形的中心高边界低，它形成于表面裂缝周围升华的增强，裂缝在富冰地表区很常见
。
裂缝会扩大表面升华区域，经过一段时间后，狭窄的裂缝逐惭变宽，变成凹槽。

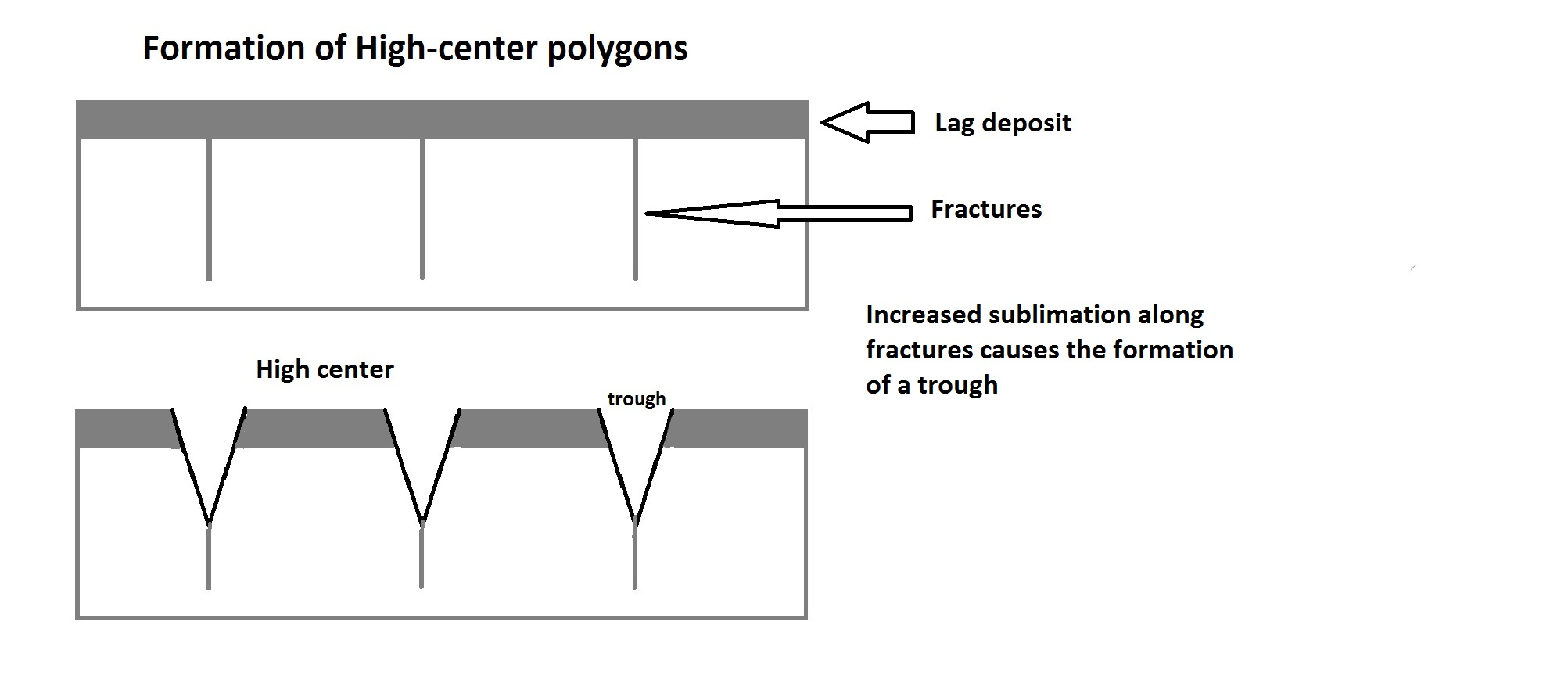
显示中心拱起型多边形形成的示意图，富冰覆盖层形成一层粗化沉积堆。应力随之产生裂缝，增强的升华活动沿裂缝形成沟槽。

中心下凹型多边形被认为是从中心拱起型多边形演化而来，环中心拱起型多边形边缘的凹槽可能被沉积物填塞。这种厚厚的沉积物会阻碍升华，因此在粗化沉积层覆盖较薄的中心区则会发生更多的升华。随着时间的推移，中间部分会慢慢低于外侧区，凹槽中的沉积物将反变成突脊。

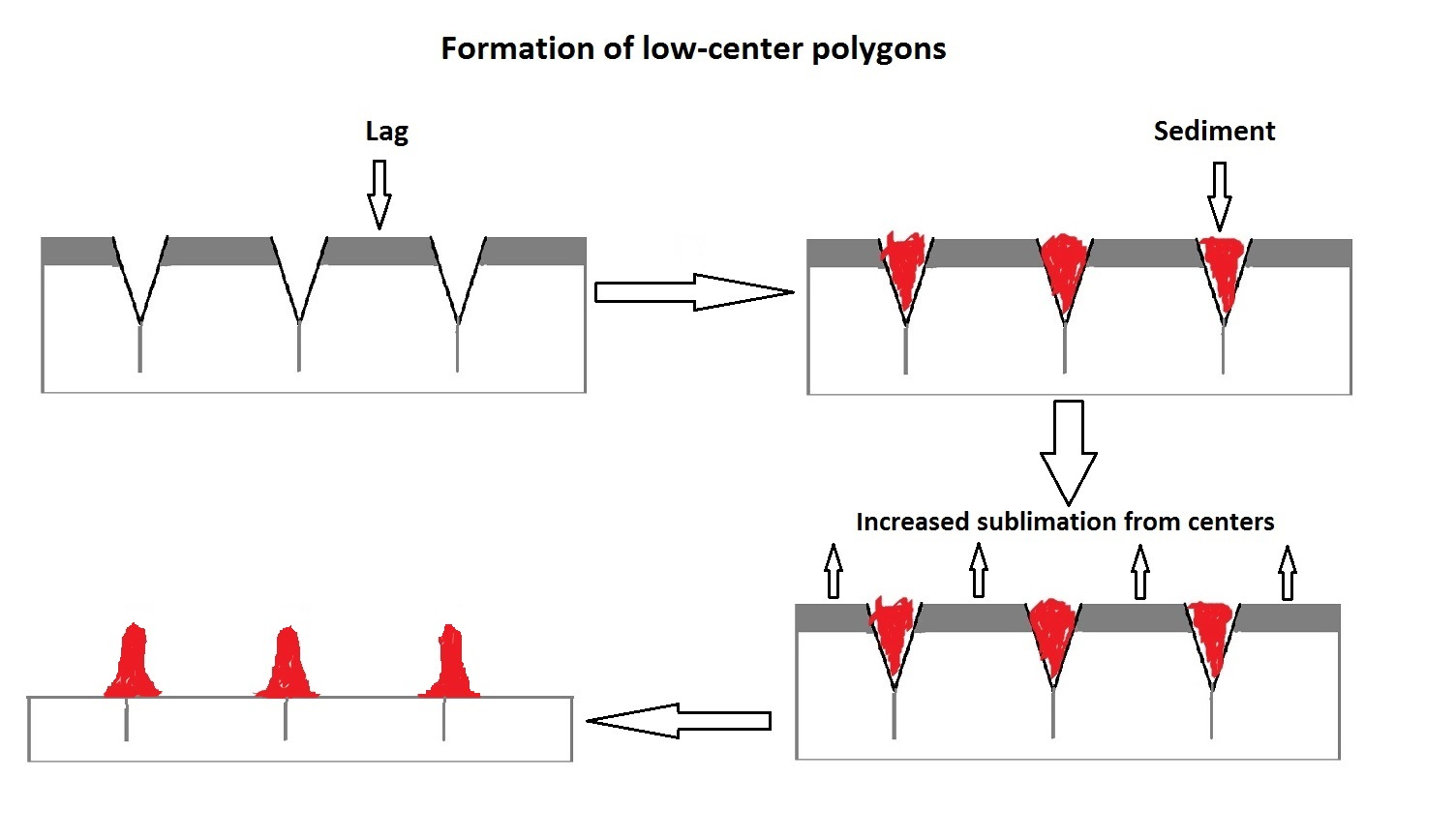
显示凹陷型多边形演化发展的示意图。中心拱起型多边形的界槽被沉积物填满，因此，在那里升华大幅减少，而中心区则升华更多。

## 挪亚区中心拱起型多边形

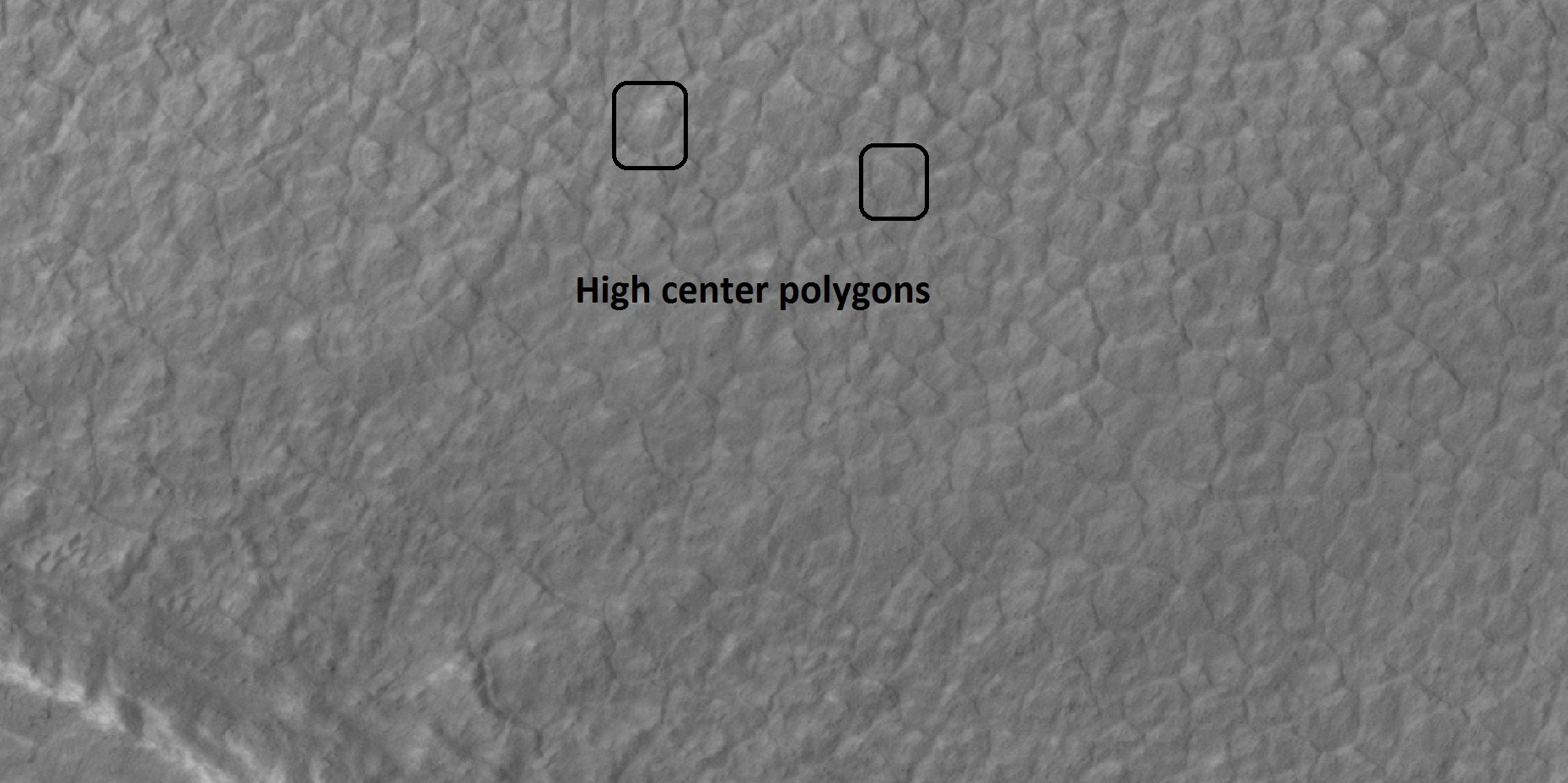
HiWish计划下高分辨率成像科学设备显示的中心拱起型多边形，两处方框各围住一个多边型。

## 伊斯墨诺斯湖区中心拱起多边形

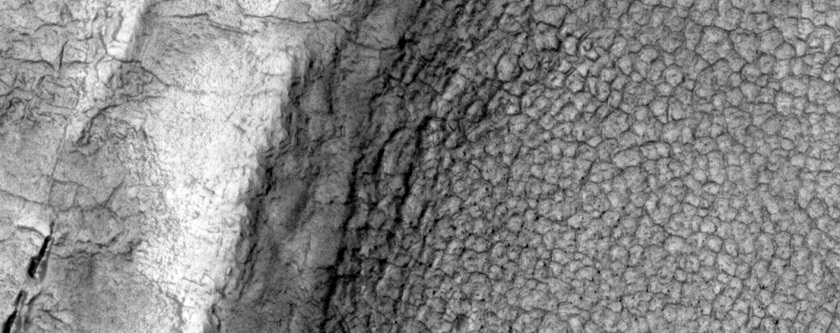
HiWish计划下高分辨率成像科学设备显示的都特罗尼勒斯桌山群中，碎屑坡顶部的中心拱起型多边形。
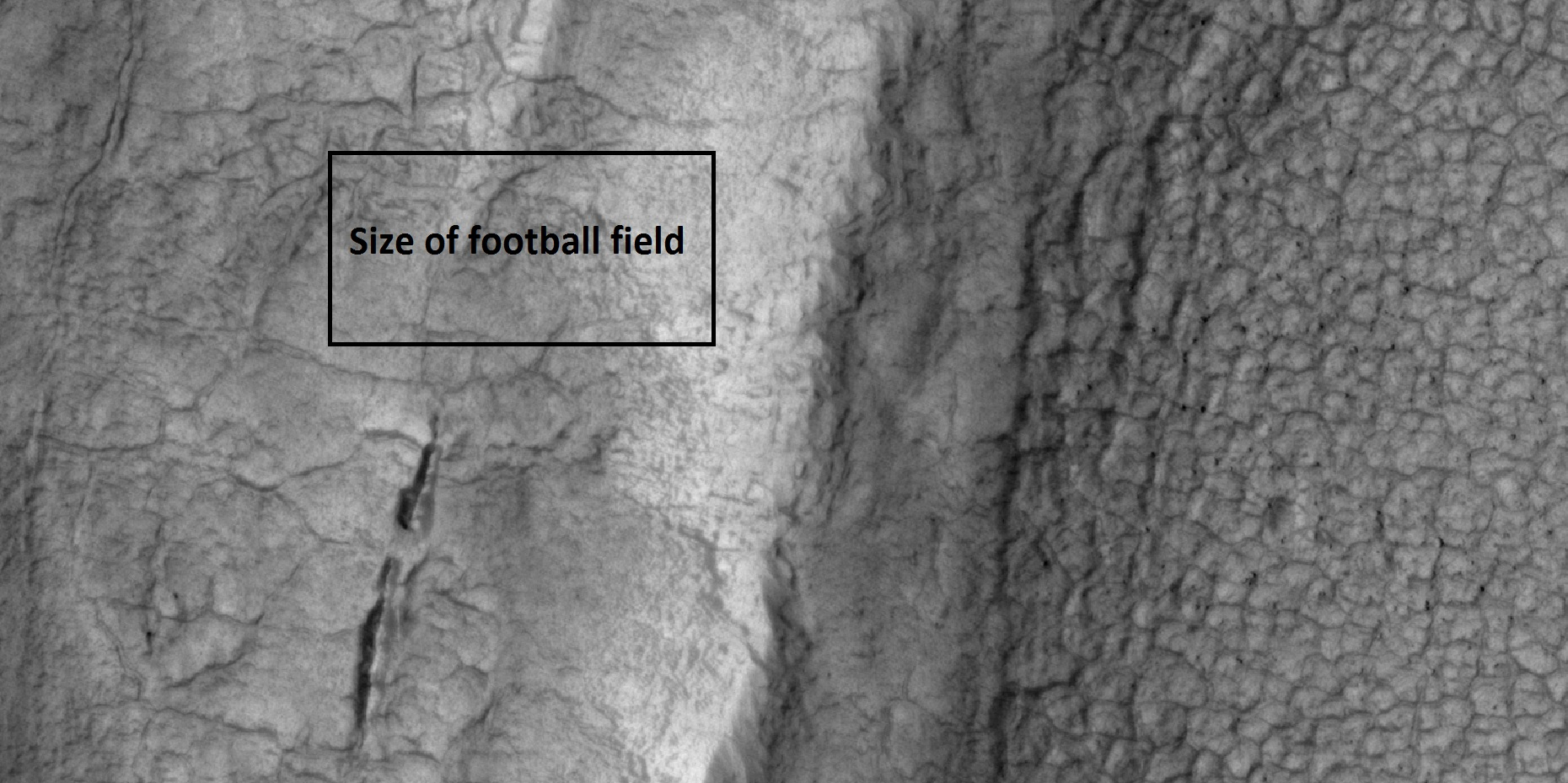
HiWish计划下高分辨率成像科学设备显示的附比例尺的中心拱起型多边形场，注：黑框区尺寸等同于足球场大小。
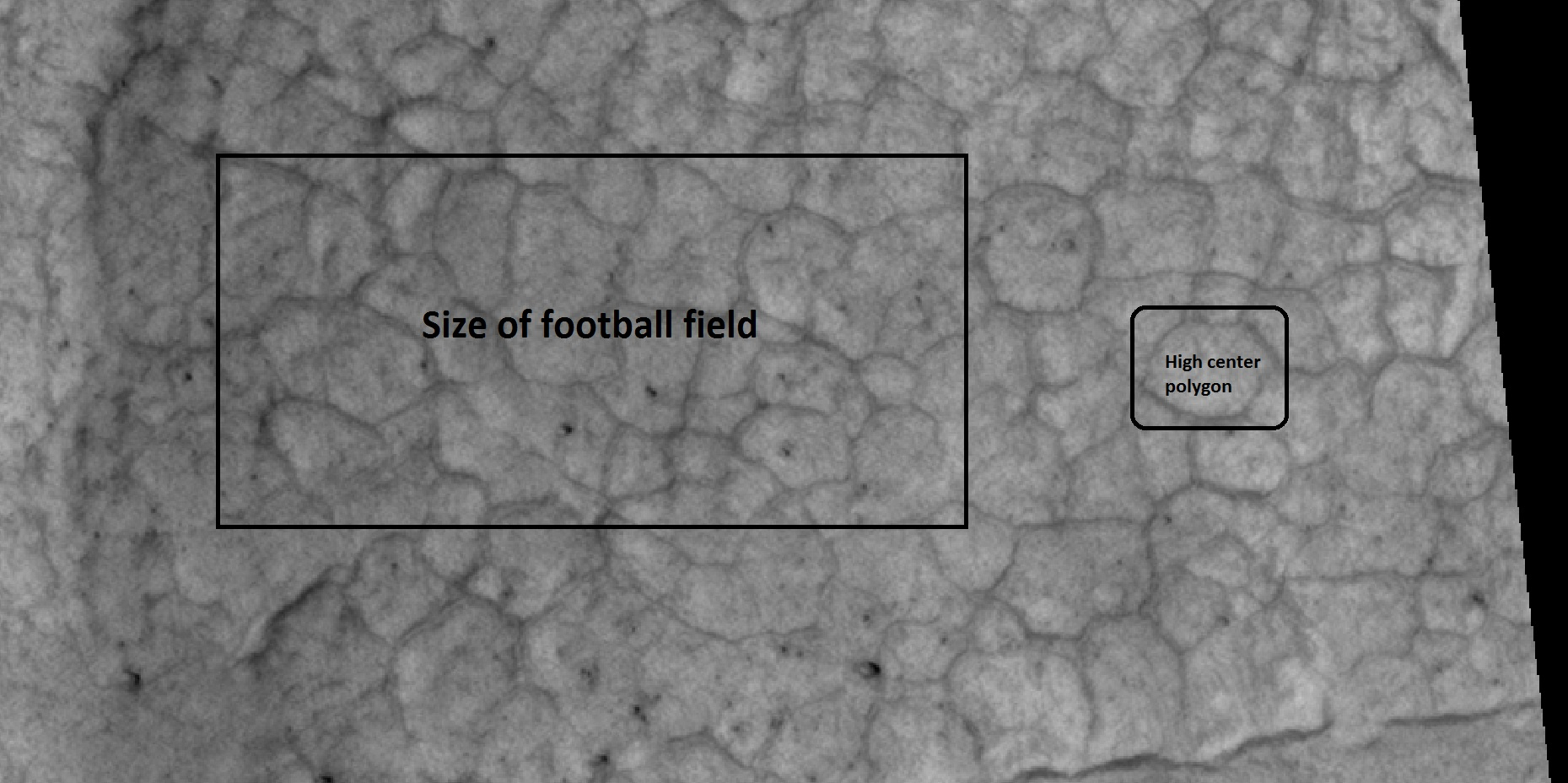
HiWish计划下高分辨率成像科学设备显示的中心拱起型多边形，注：黑框区尺寸等同于足球场大小。
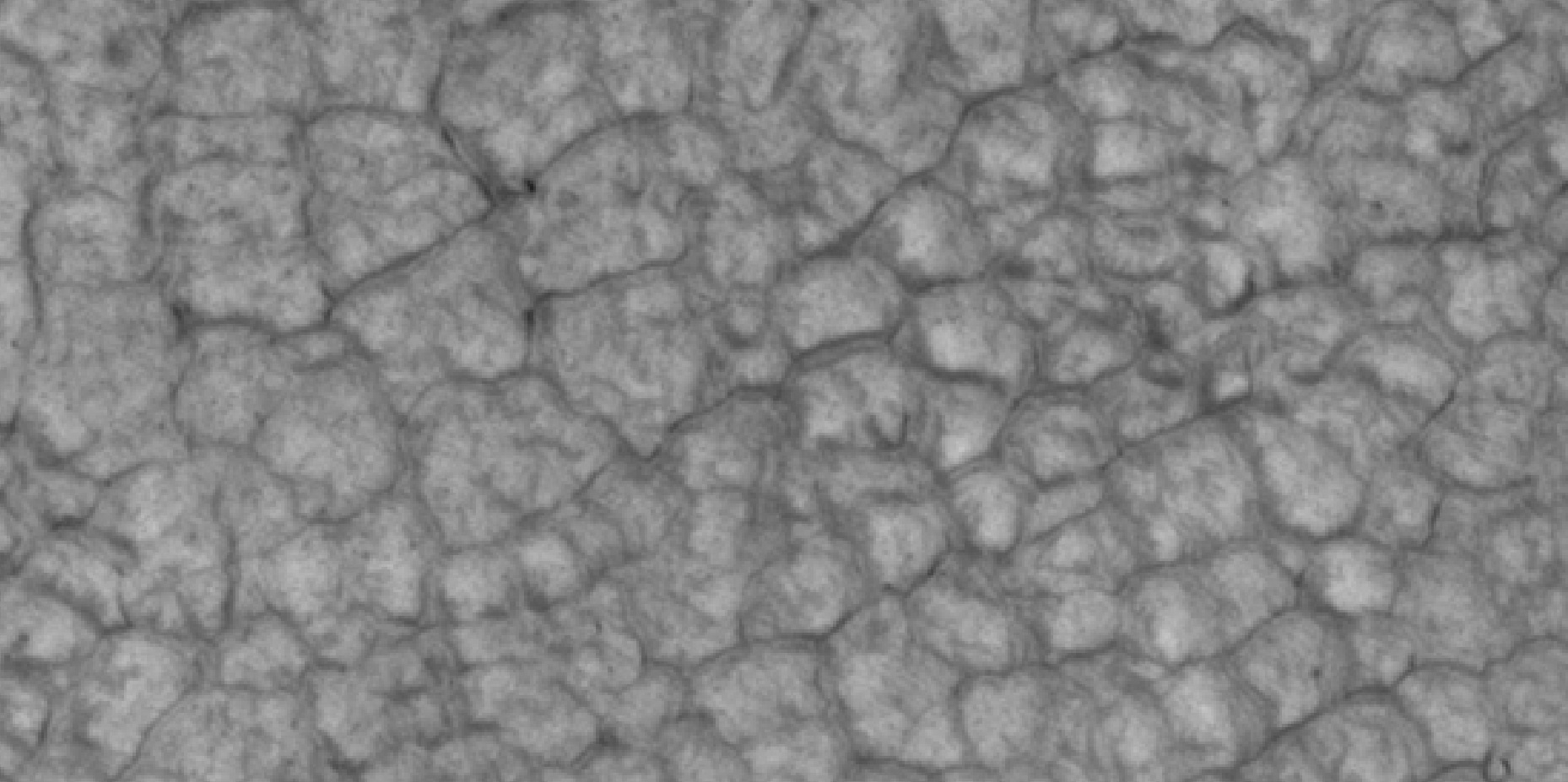
HiWish计划下高分辨率成像科学设备显示的中心拱起型多边形特定，在此图中很容易看到多边形之间的界槽。
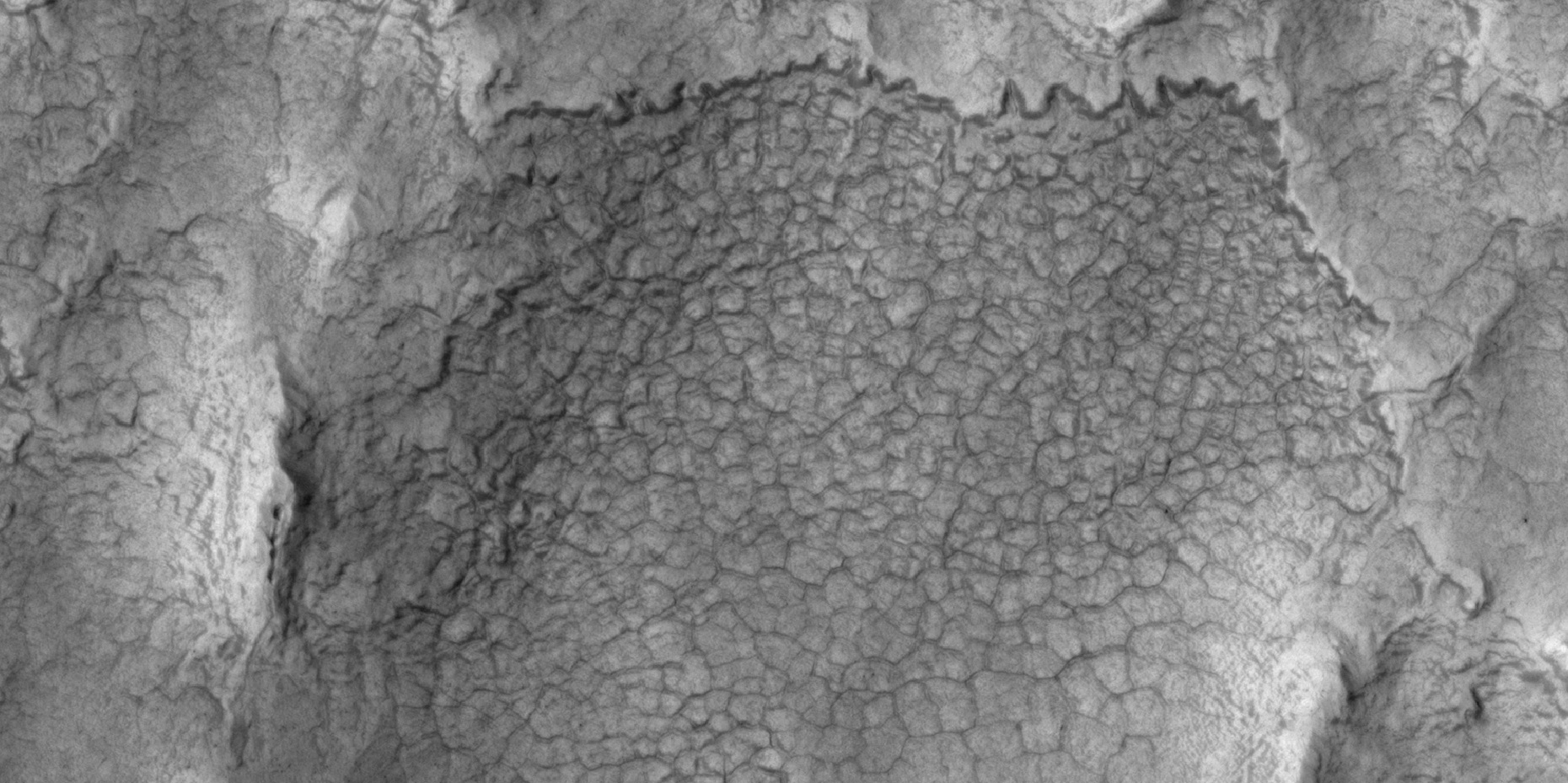
HiWish计划下高分辨率成像科学设备显示的中心拱起型多边形。

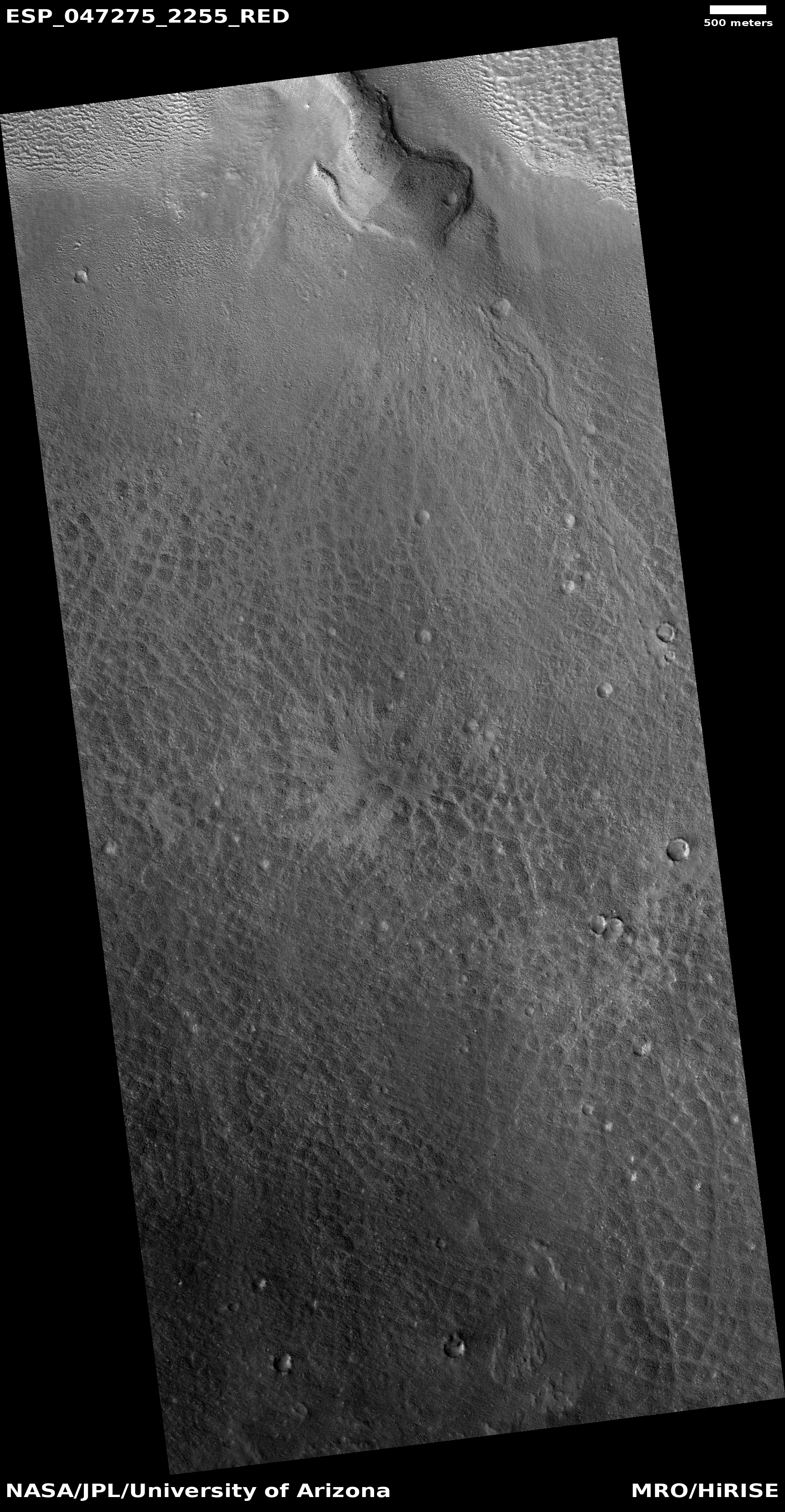
HiWish计划下高分辨率成像科学设备显示的中心拱起型多边形广角图。
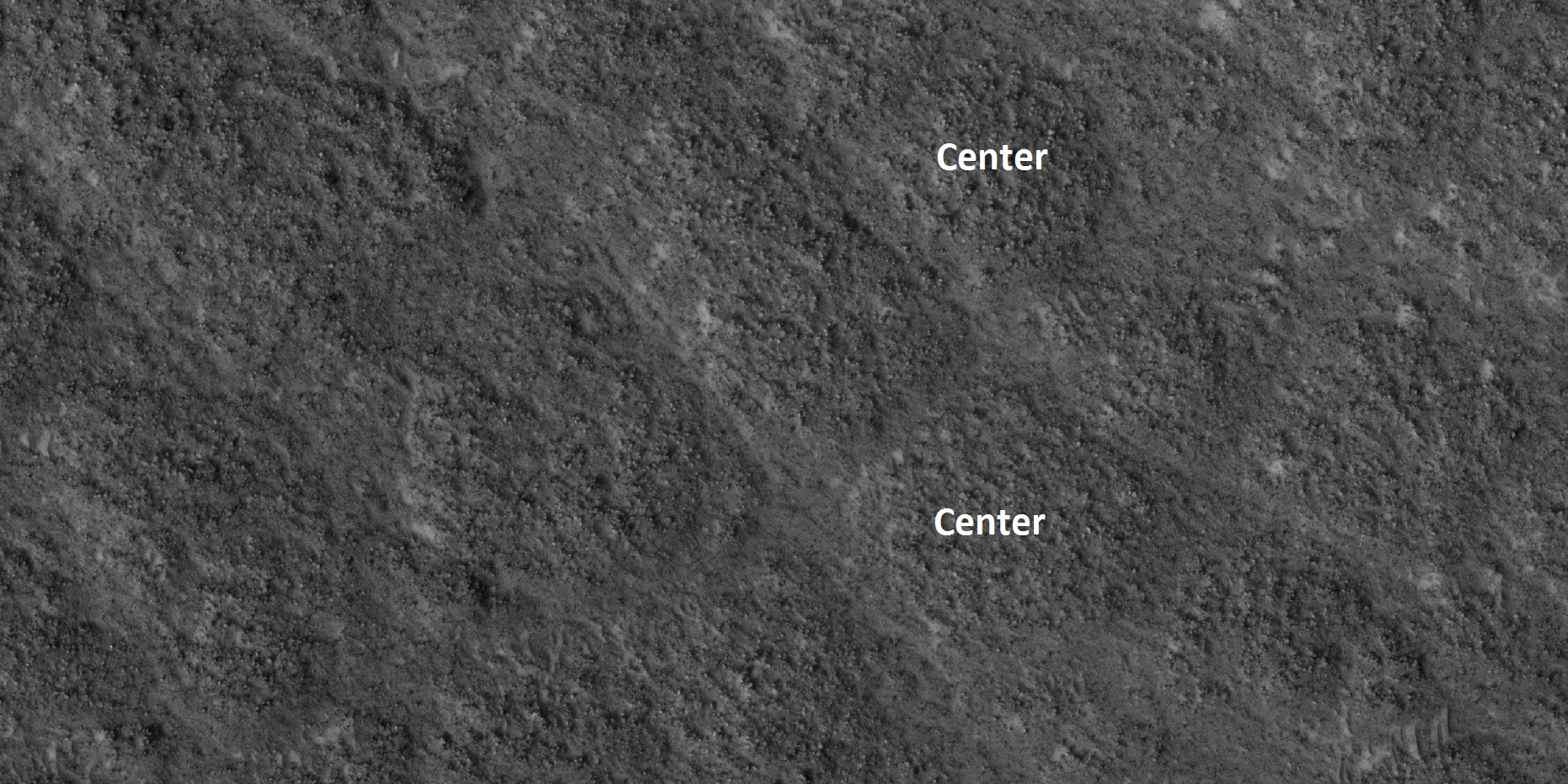
HiWish计划下高分辨率成像科学设备显示的中心被标注出的拱起型多边形近景。
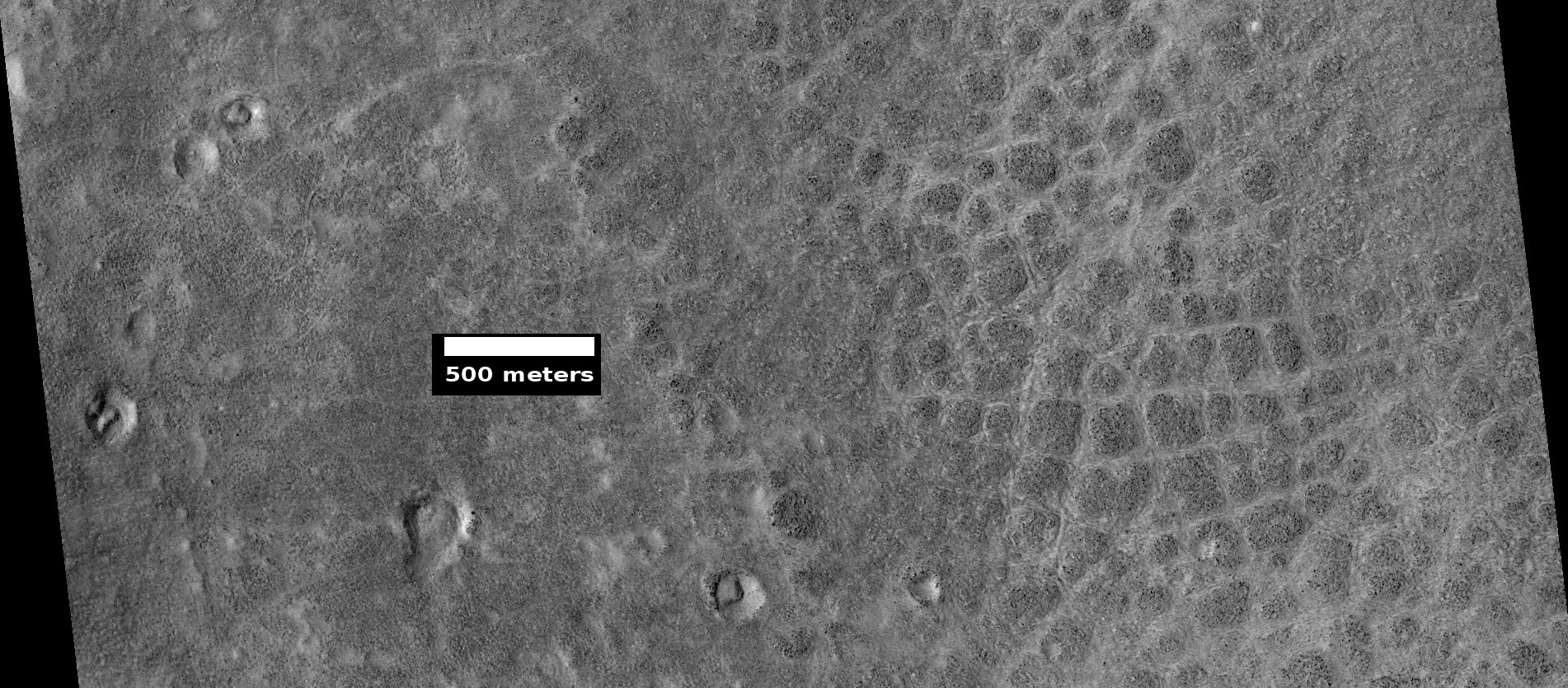
HiWish计划下高分辨率成像科学设备显示的大型多边形地面。

## 碎屑状多形地
许多图案地面区都是由巨石形成，对此，目前尚不知晓其中的原因，巨石通常排列成包括多边形在内各种形状。一项有关罗蒙诺索夫撞击坑的研究发现，它们并非由裂隙网所造成，在北部平原已发现了碎屑图案地面，另一地点是埃律西昂平原，研究人员还在阿耳古瑞盆地（阿耳古瑞区）发现了这种地形。

## 纬度相关覆盖层
火星大部分表面都有一层富含水冰的厚厚覆盖层，它们是由过去多次从天空飘落的冰芯尘埃所构成，该覆盖层被称为“纬度相关覆盖层”，因为它的形成与所处纬度有关。正是这层覆盖层的破裂，后来才形成了多边形地面。
在所有水冰消失之前，覆盖层会持续很长的一段时间，因为在其顶部会形成一层保护性的滞留沉积物。覆盖层中含有冰和尘埃，在一定量的冰升华消失后，尘埃停留在顶部，形成滞留沉积物。
当火星气候与现在的气候不同时，就形成了覆盖层。行星自转轴的倾斜度或倾角变化很大。地球的倾斜变化很小，因为较大的月球稳定了地球，而火星只有两颗非常小的卫星，它们没有足够的引力来稳住火星。当火星倾斜度超过40度左右（今天为25度）时，冰就会沉积在今天存在大量覆盖层的一些地带上。

## 其他地表特征
另一种类型的表面被称为“脑纹地形”，因为它看起来像人脑的表面。当两种区域同时都可见时，脑纹地形一般位于多边形地面之下。

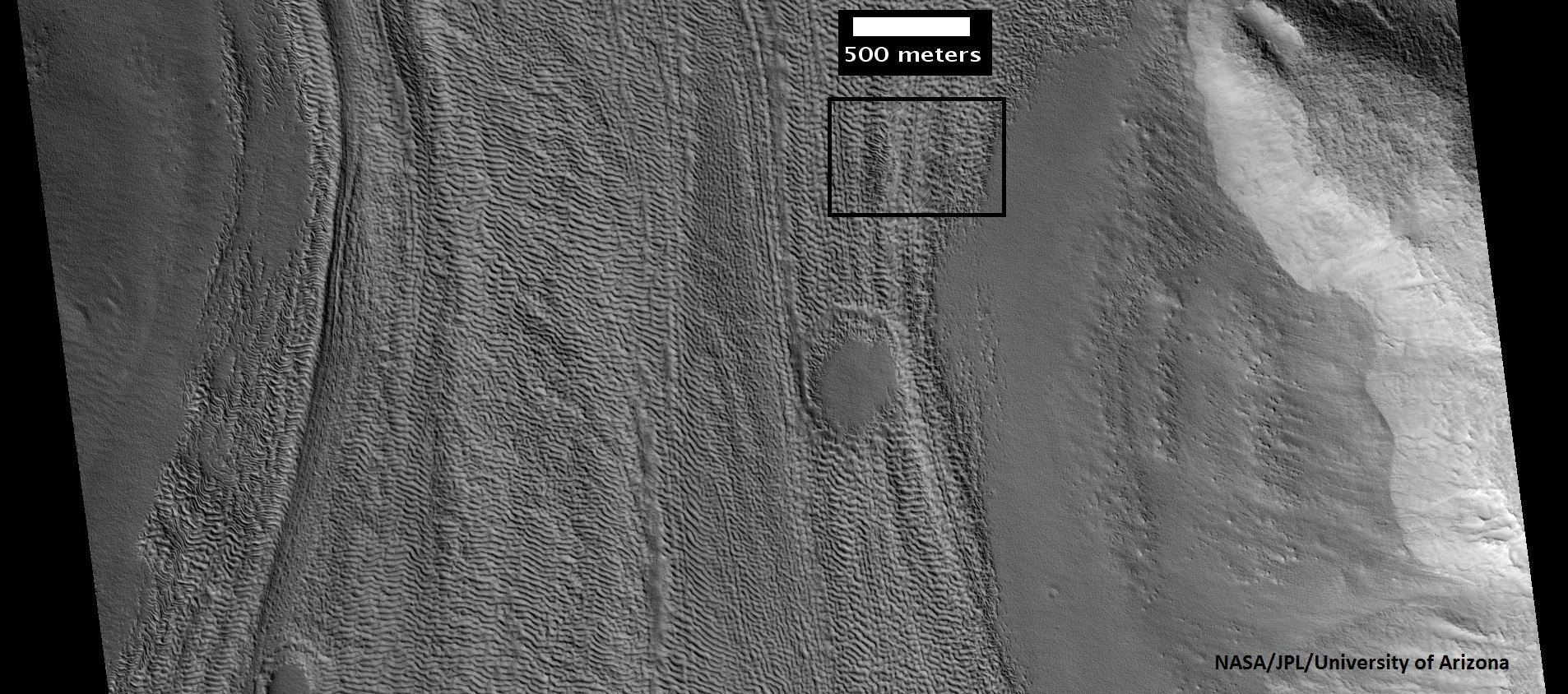
显示下一幅图片来源的背景照片，HiWish计划下高分辨率成像科学设备拍摄的线状谷底沉积区的图像。
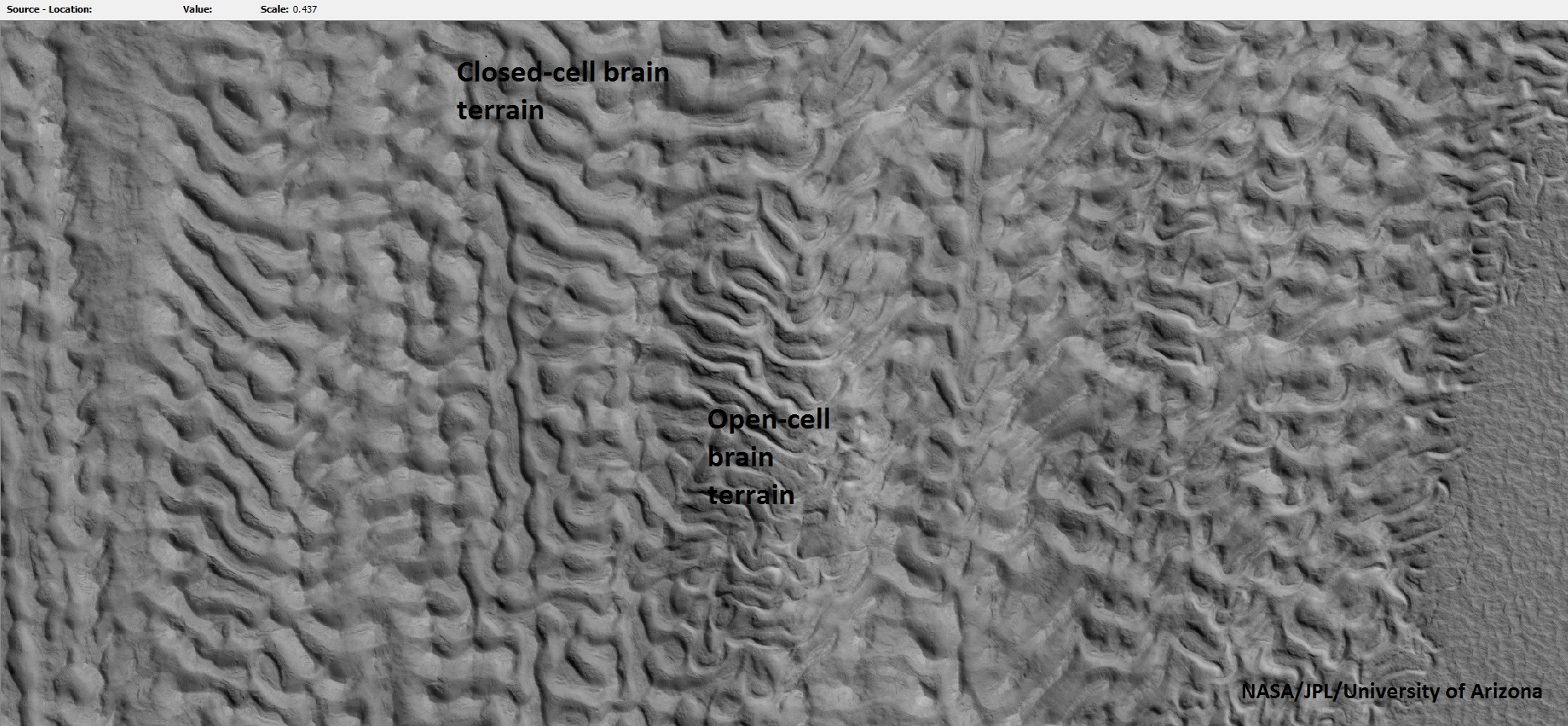
HiWish计划下高分辨率成像科学设备观察到的开放和闭合型脑纹地形。
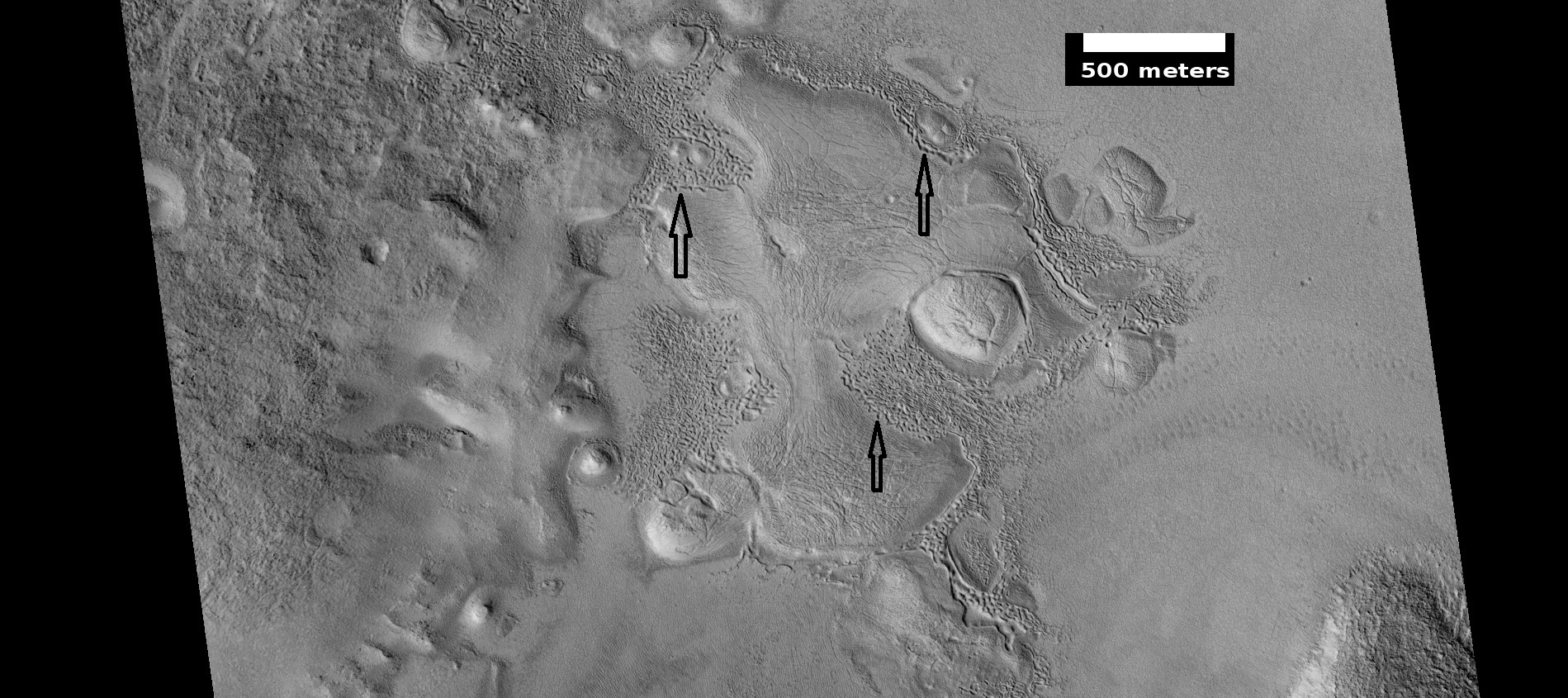
BHiWish计划下高分辨率成像科学设备显示脑纹地形形成于较厚的地层，箭头显示较厚的单元破裂为更小单元。

尽管底层的脑纹地形参差不齐，但从顶部开始，多边形地层相当平整，据信，含有多边形的覆盖层厚度为10-20米。
“篮球地形”是火星表面的另一种表现形式，从远处看就像一只篮球表面，特写照片揭示它由成堆的岩石组成。人们曾提出过许多想法来解释这些岩石堆是如何形成的。
在北纬40度和南纬40度附近的许多陡坡上都有冲沟，有些冲沟呈多边形，它们被称作“格利冈斯”（gullygons）-沟壑。

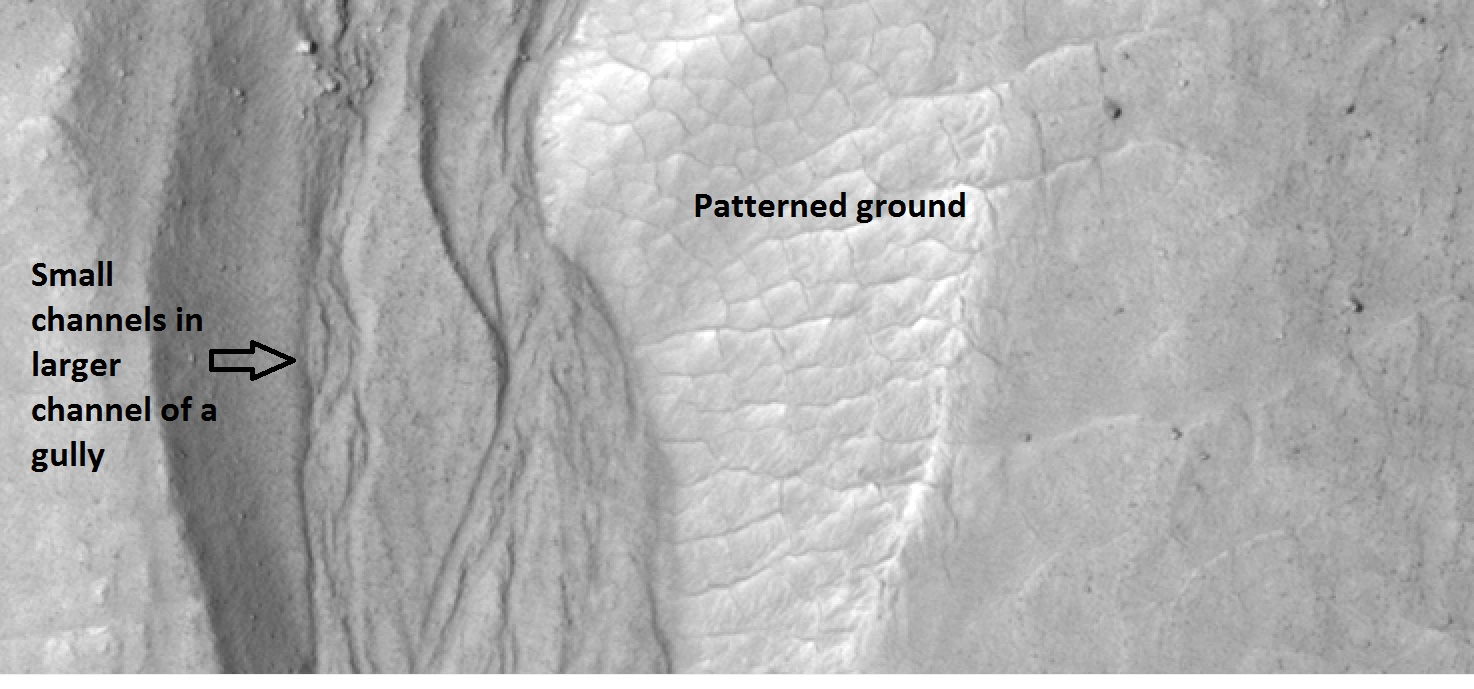
HiWish计划下高分辨率成像科学设备拍摄的法厄同区冲沟特写，显示了多条冲沟和图案地面。
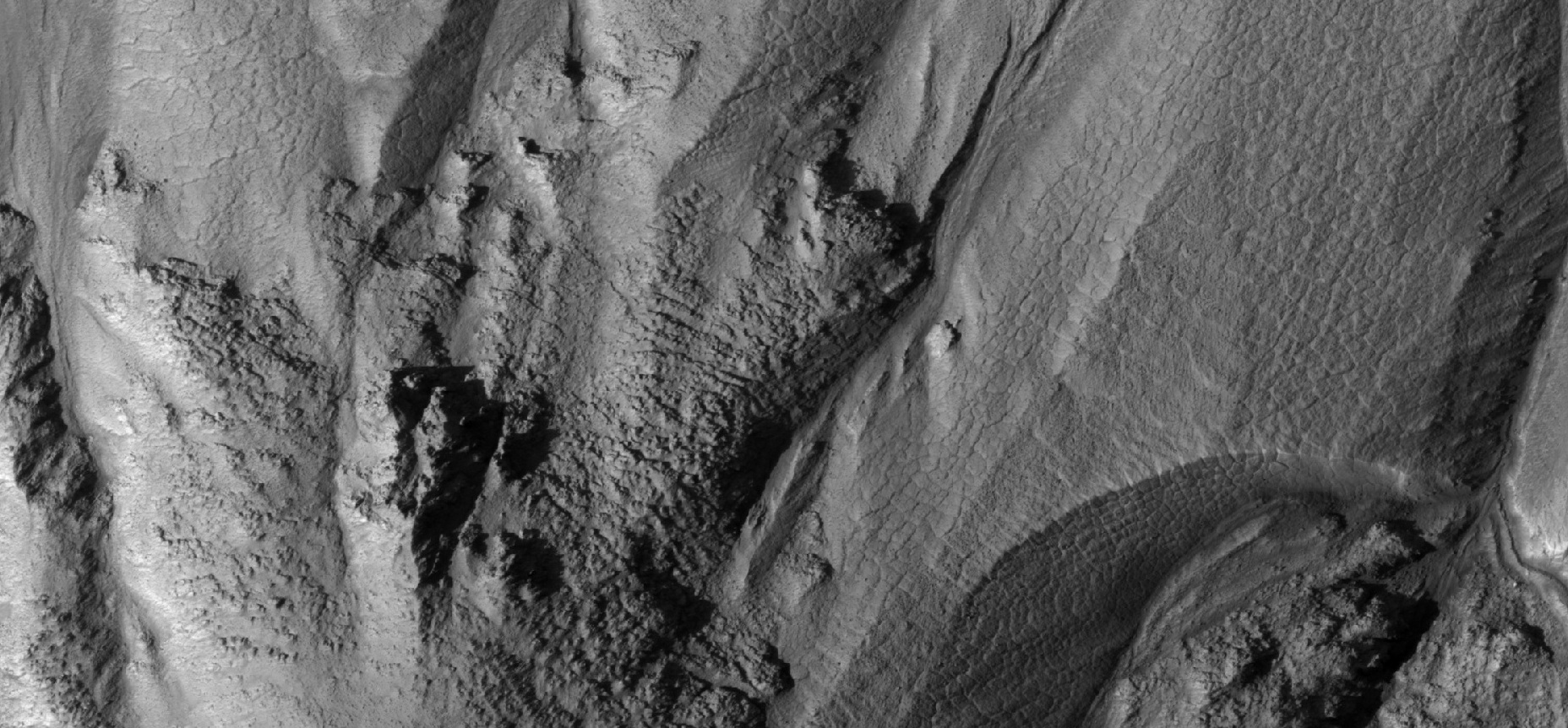
前一幅陨坑中冲沟的特定，HiWish计划下高分辨率成像科学设备拍摄于阿西达里亚海区。
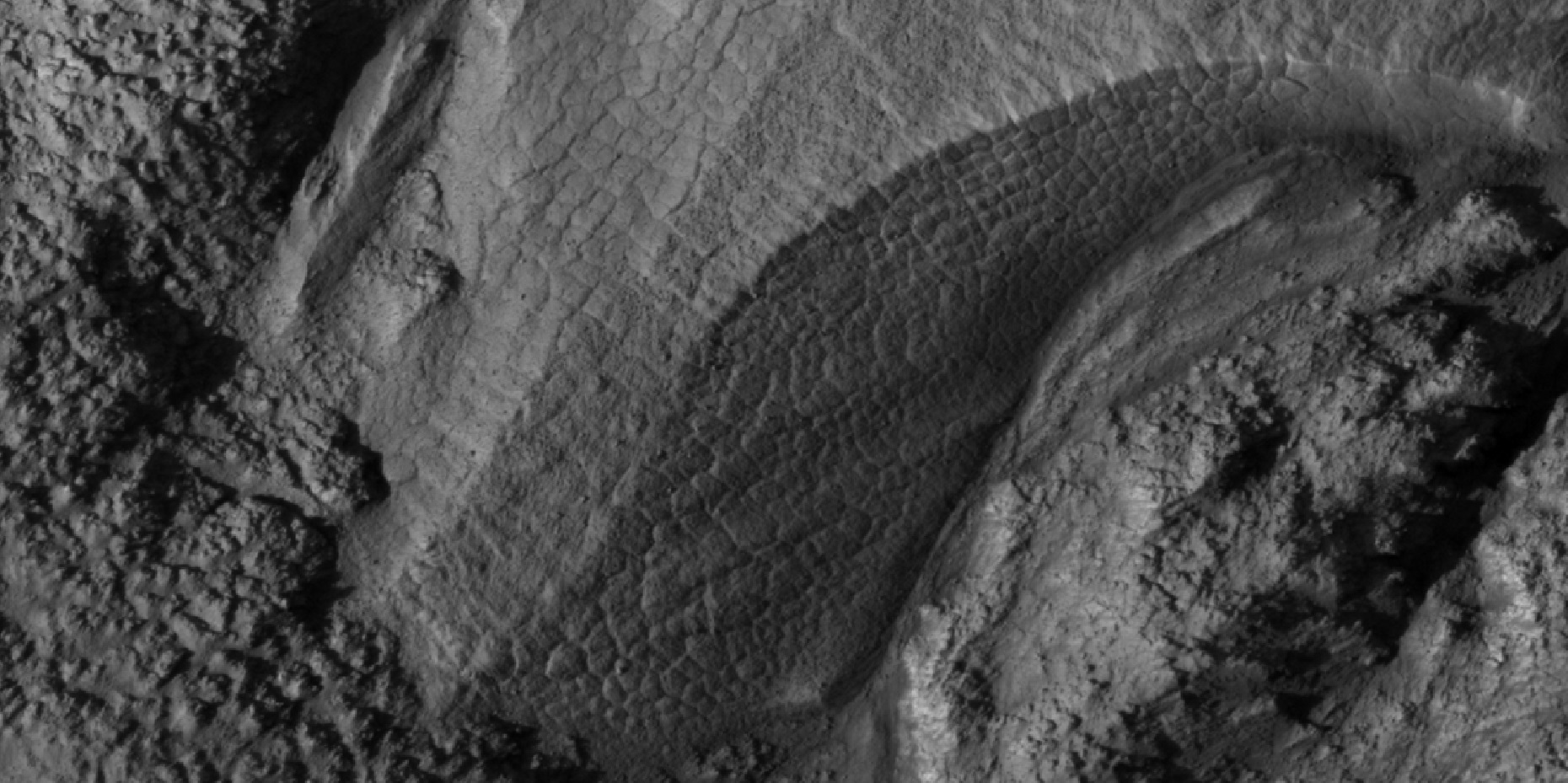
HiWish计划下高分辨率成像科学设备显示的冲沟壁凹特写，显示“格利冈斯”（冲沟附近的多边形图案地面），注：这是前一幅图像的放大版。
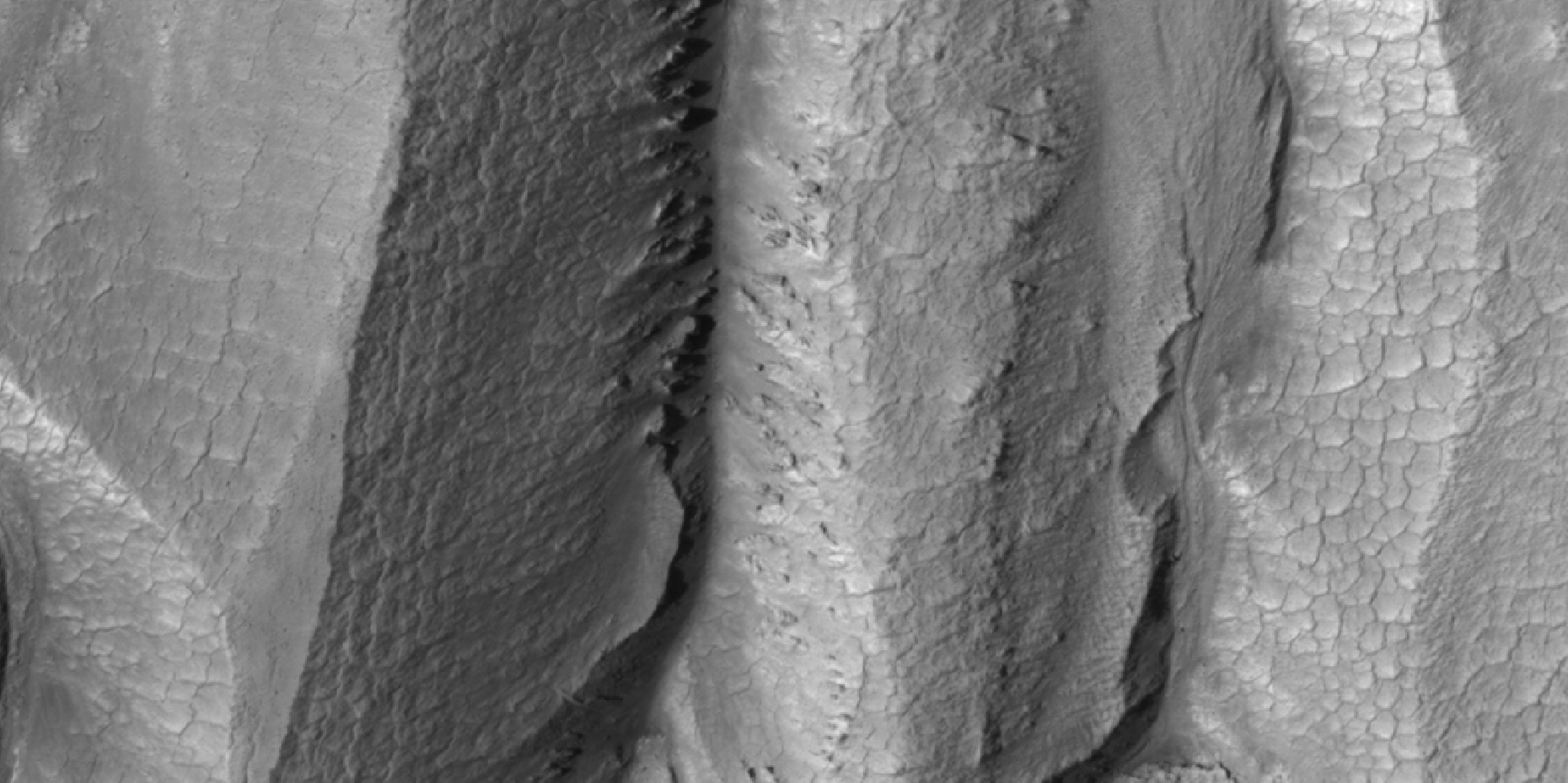
HiWish计划下高分辨率成像科学设备显示的冲沟壁凹特写，显示“格利冈斯”（冲沟附近的多边形图案地面），注：这是前一幅图像的放大版。
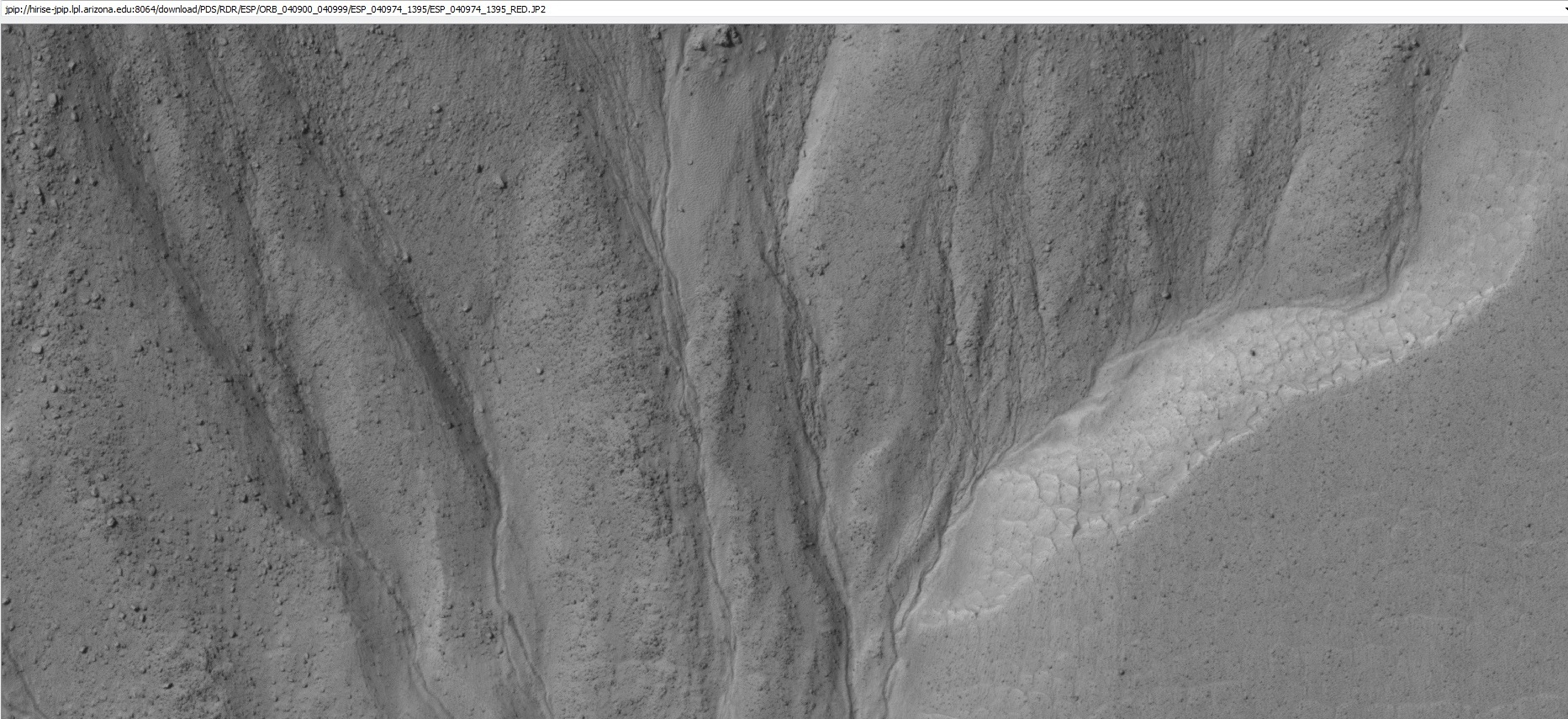
HiWish计划下高分辨率成像科学设备显示的阿耳古瑞区阿尔汉格尔斯基撞击坑中冲沟内的小流道特写，在右侧可看到多边形状的图案地面。
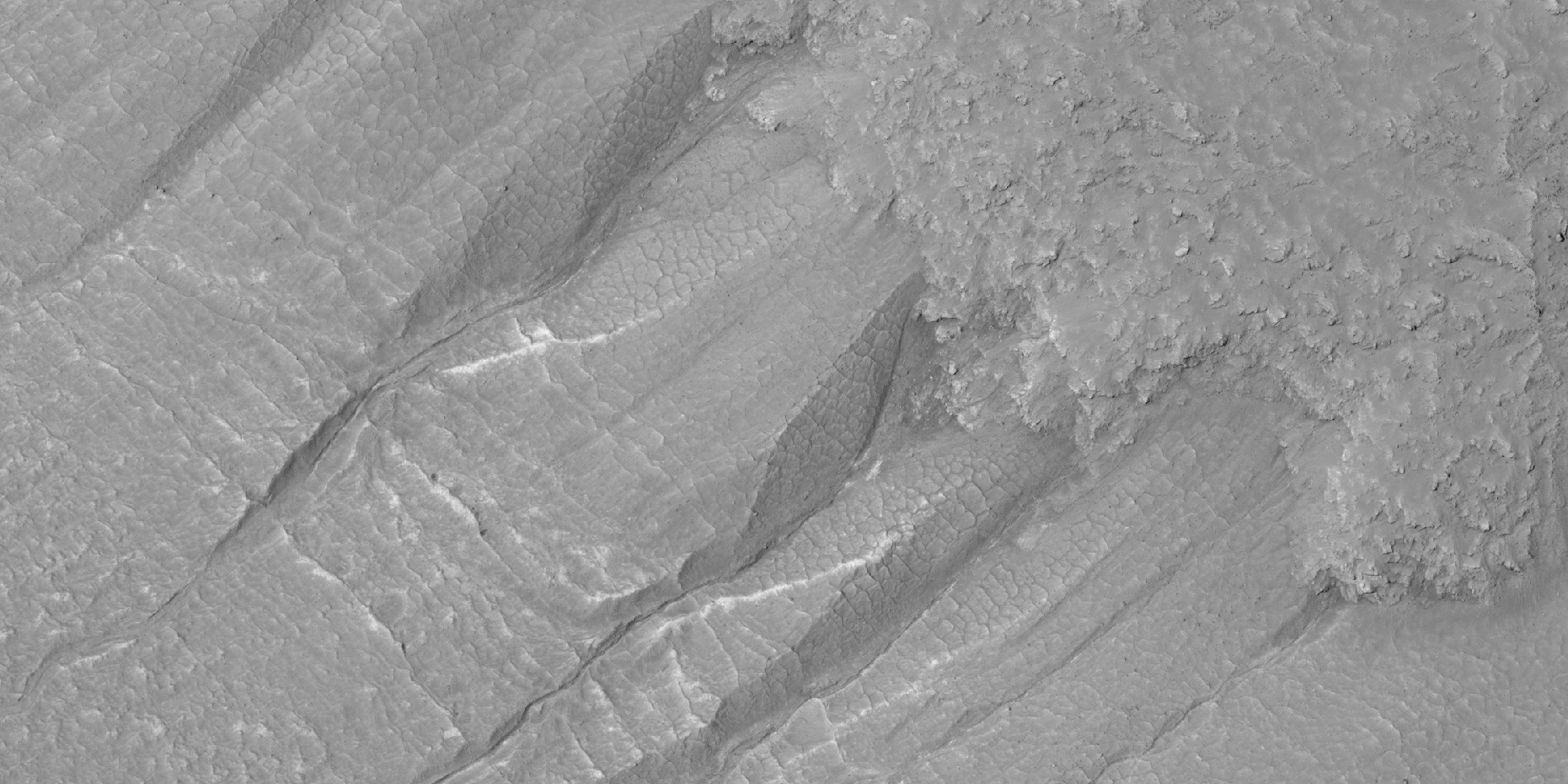
HiWish计划下高分辨率成像科学设备显示的希腊区一座陨坑中冲沟周边的图案地面。

## 复杂多边形图案地面

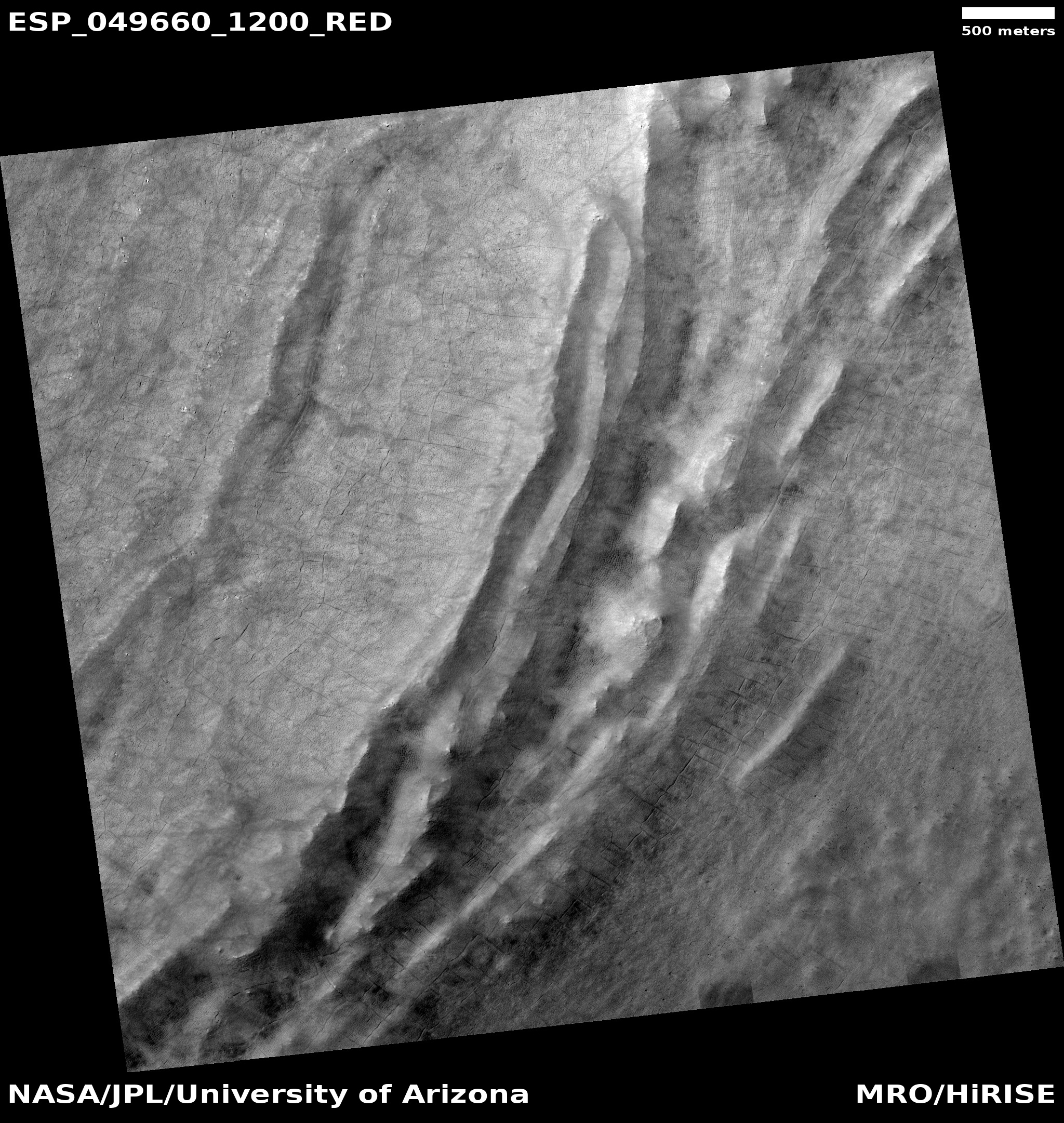
HiWish计划下高分辨率成像科学设备显示的挪亚区多边形地面全景图，在下一幅图中该图像的部分区域被放大。
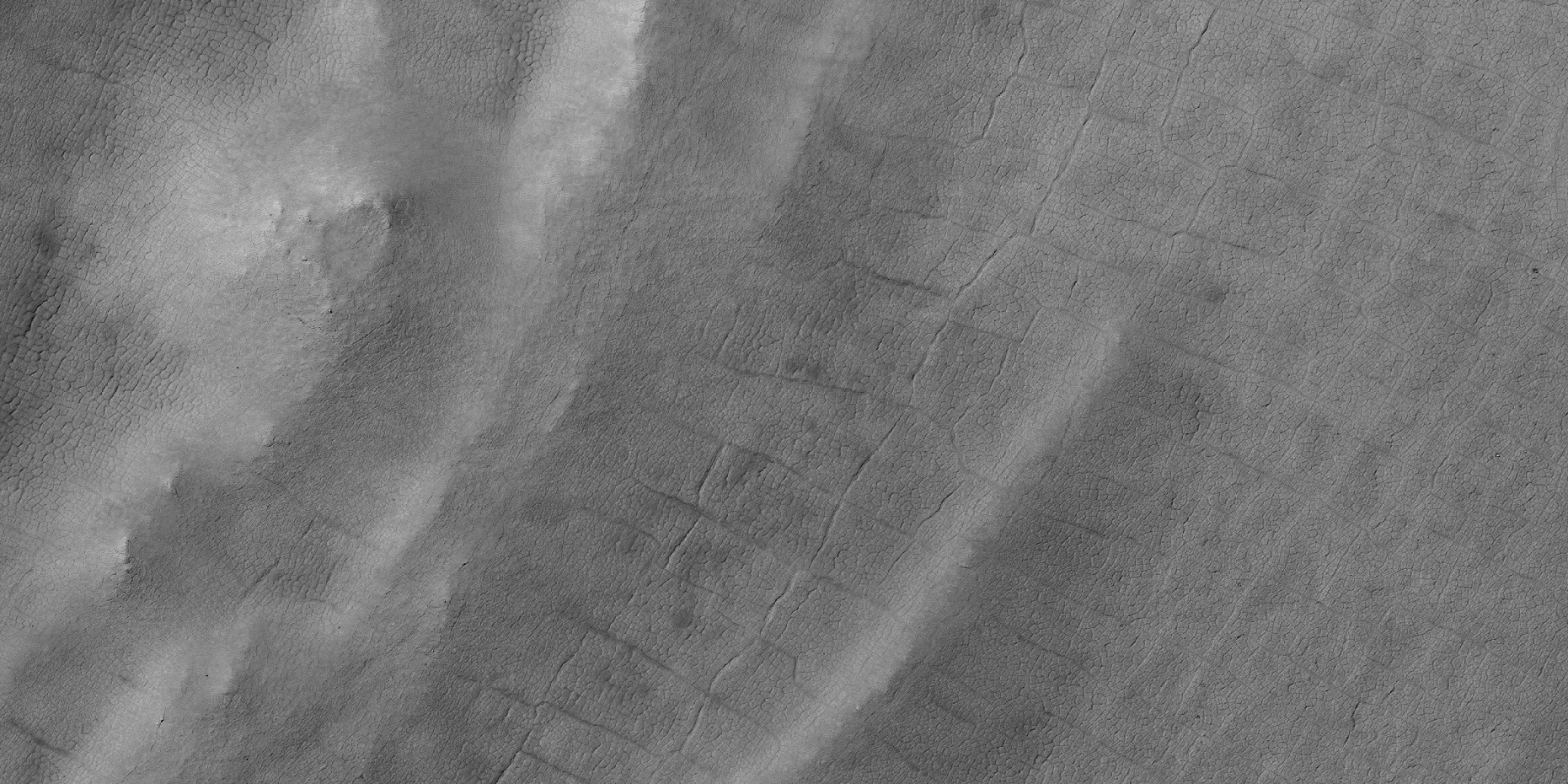
HiWish计划下高分辨率成像科学设备显示的多边形地面。
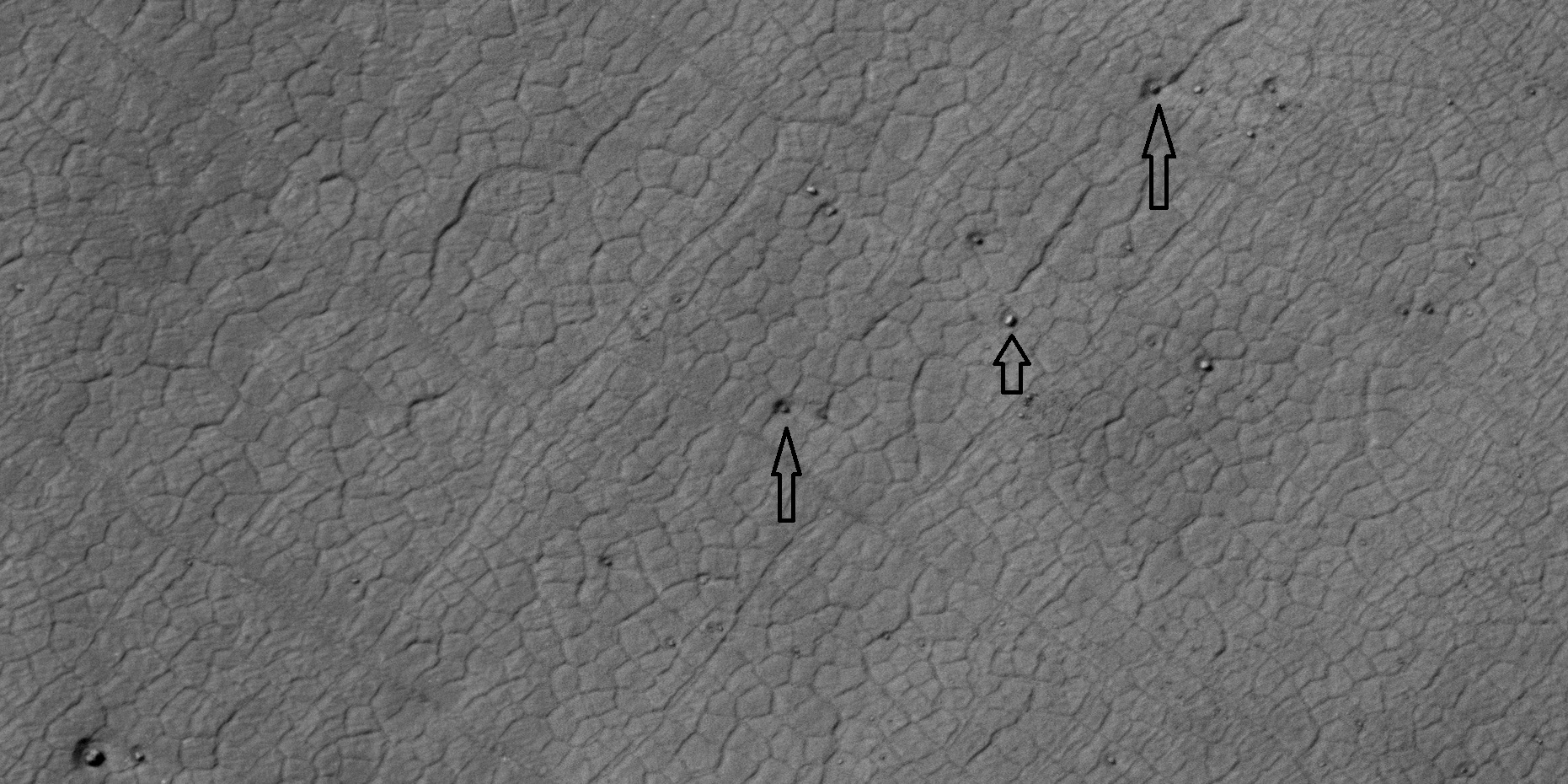
HiWish计划下高分辨率成像科学设备显示的多边形地面近景，箭头指示了小陨坑内的巨石
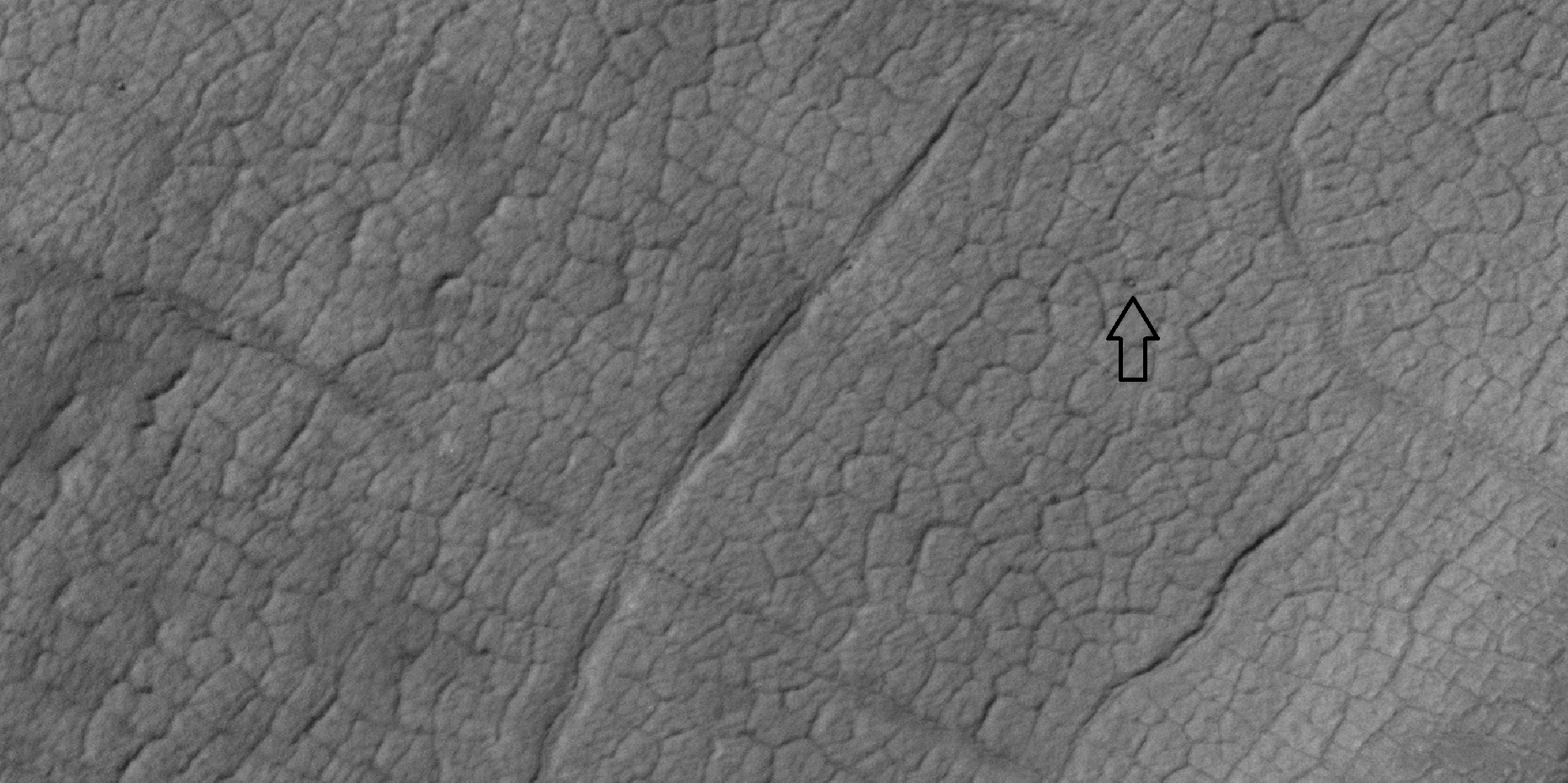
HiWish计划下高分辨率成像科学设备显示的多边形地面近景。
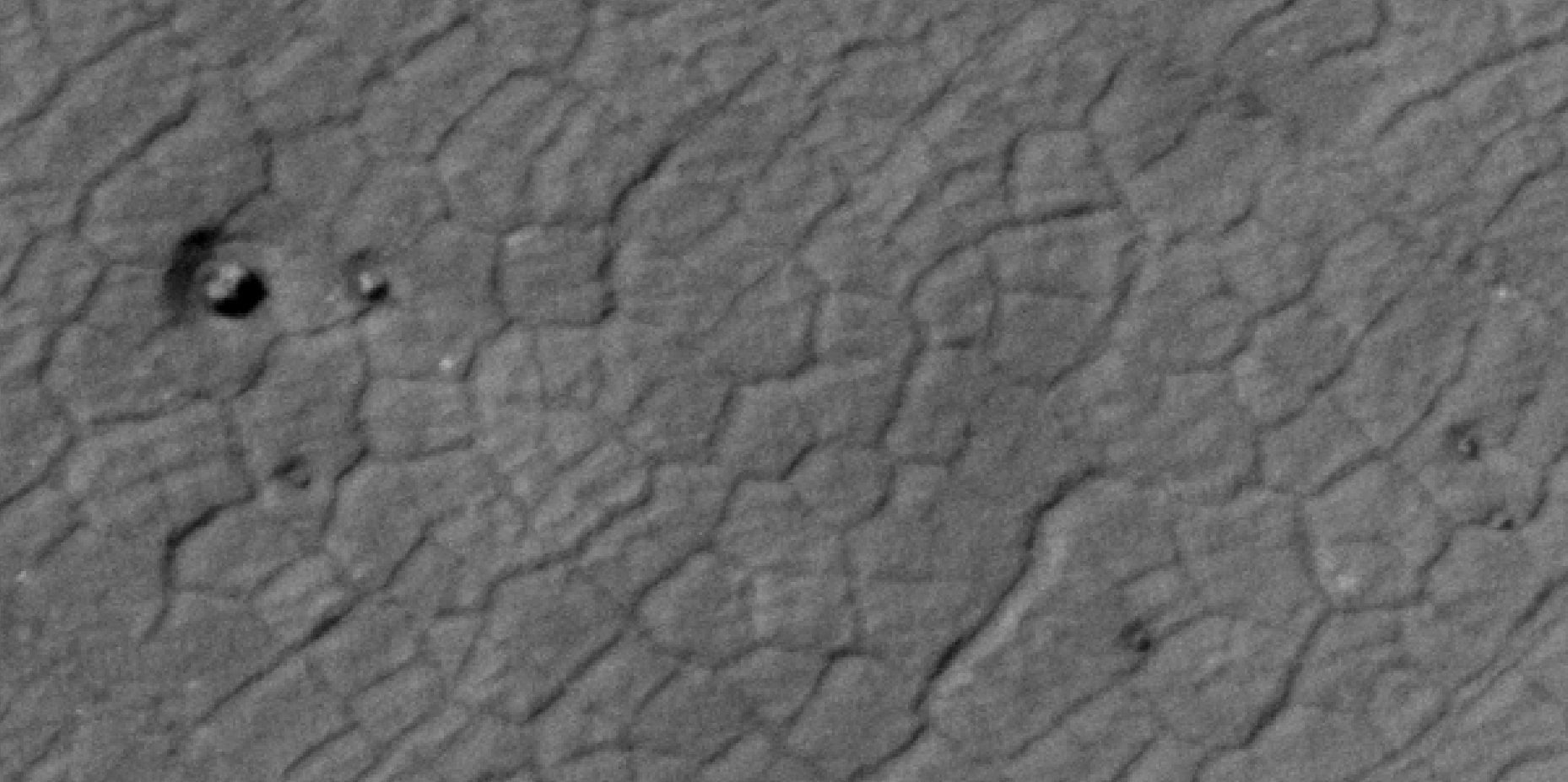
HiWish计划下高分辨率成像科学设备显示的多边形地面近景。

## 在地球上
在地球上，多边形、图案地面存在于富含冰的地面上，特别是在极地地区。

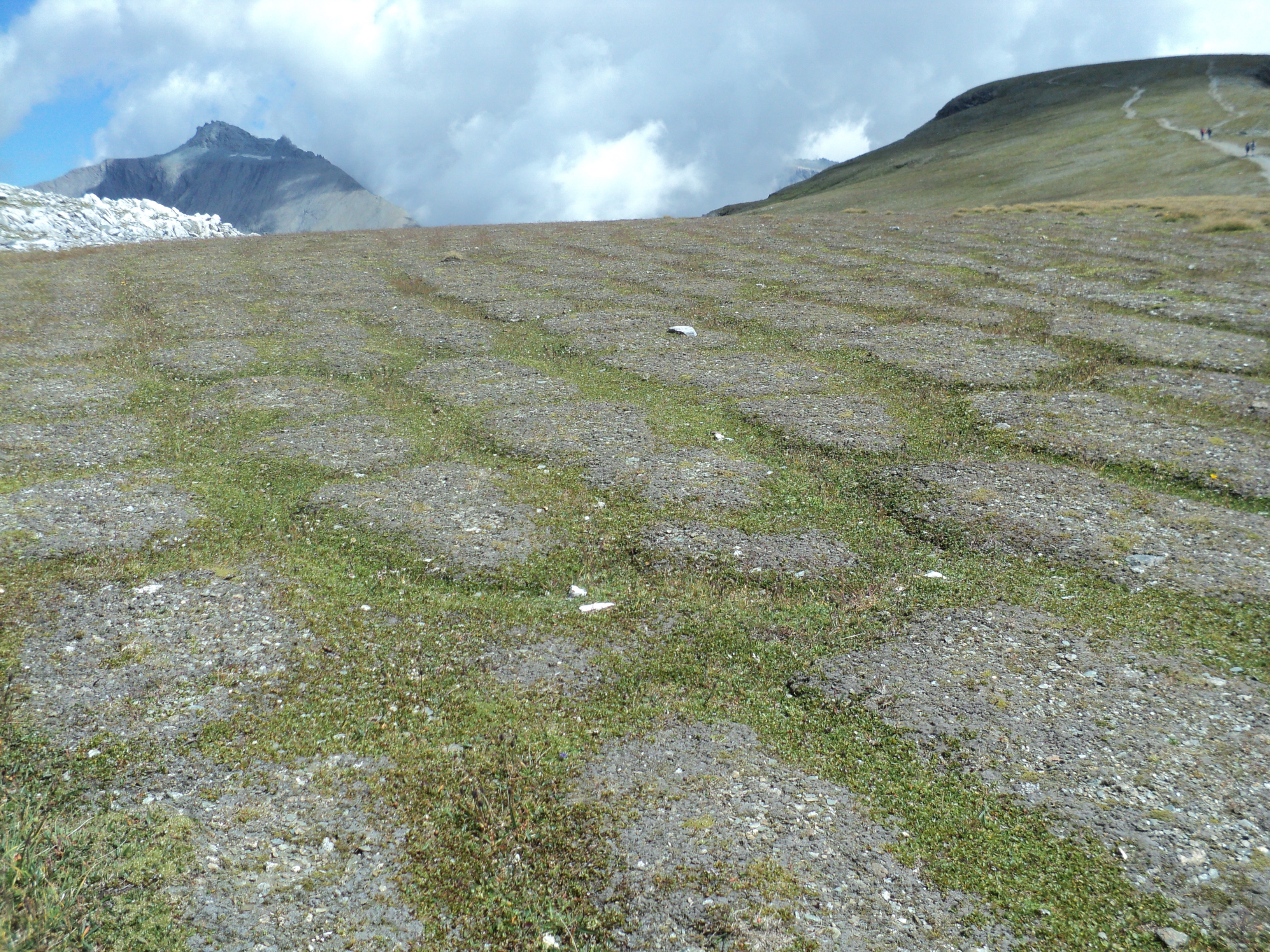
地球上的图案地面
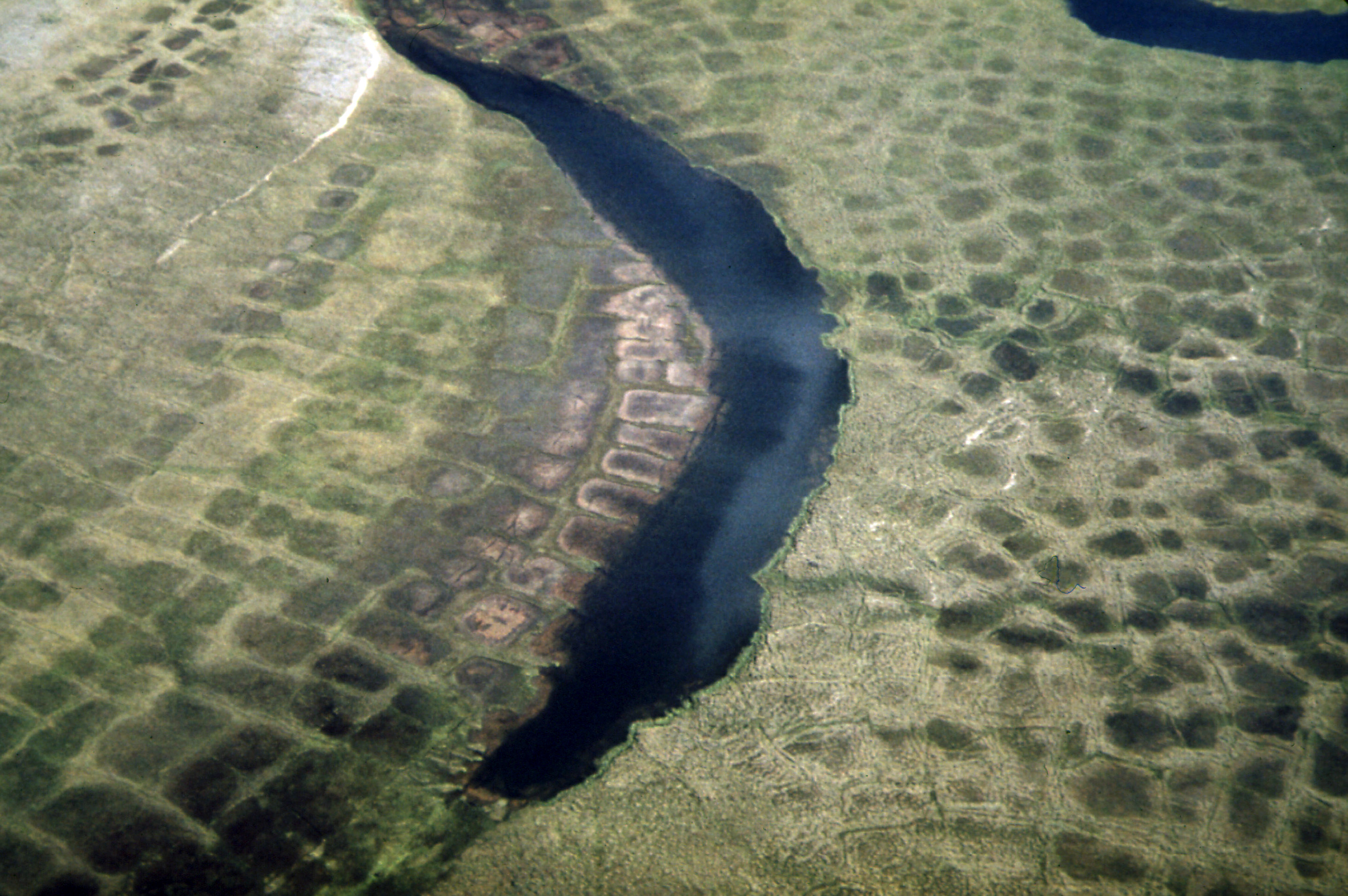
P阿拉斯加的图案地面
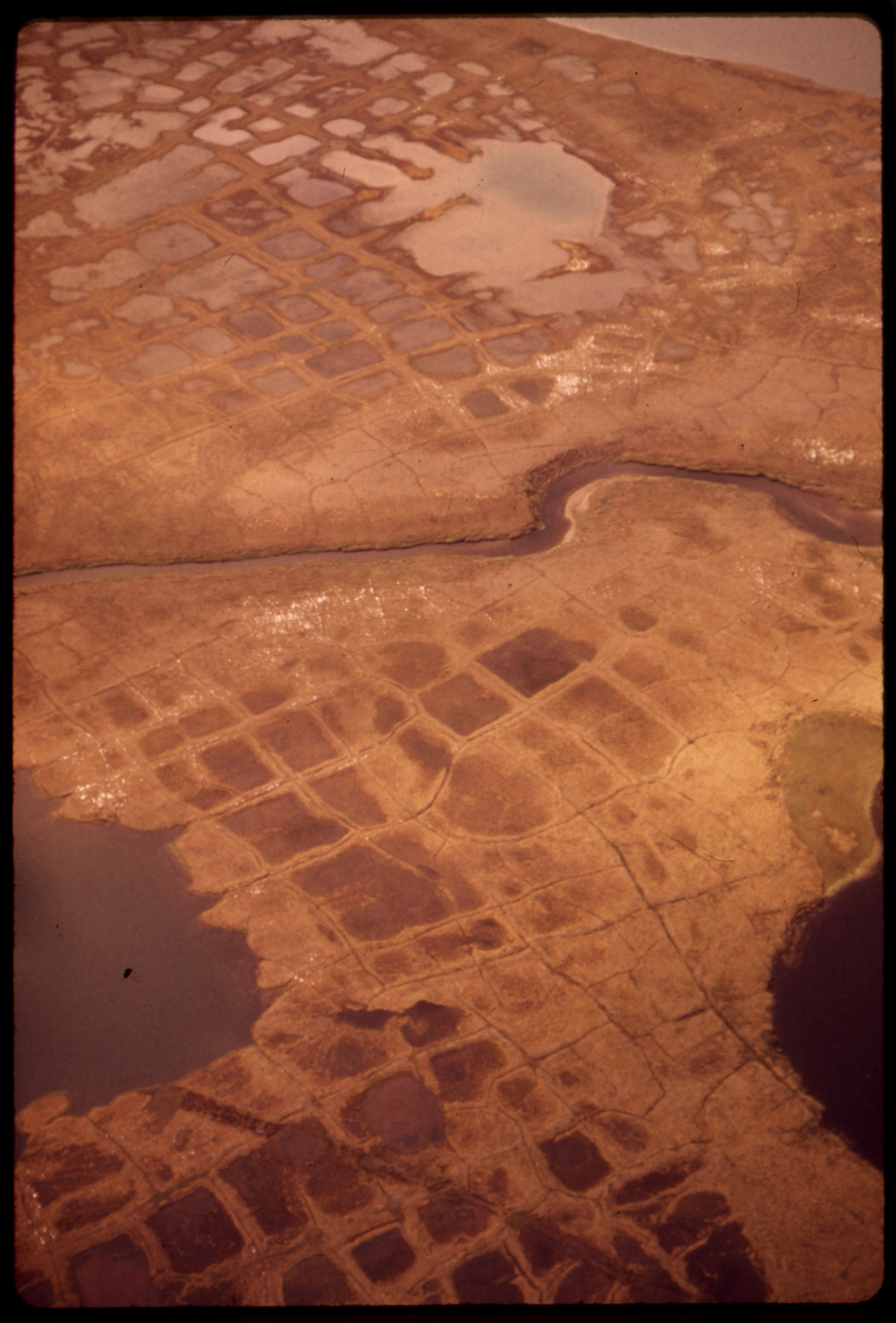
阿拉斯加图案地面。中心低凹，因此充满了水。该场景类似火星上的中心下凹型多边形，但有水。

## 另请查阅
- 卡西乌斯区
- 火星气候
- 伊斯墨纽斯湖区
- 纬度相关覆盖层
- 图案地面